# Stainz
Stainz ist eine Marktgemeinde mit 8783 Einwohnern (Stand 1. Jänner 2025) im Bezirk und Gerichtsbezirk Deutschlandsberg in der Steiermark (Österreich).
Im Rahmen der steiermärkischen Gemeindestrukturreform ist sie seit 2015 mit den Gemeinden Stallhof, Stainztal, Rassach, Marhof und Georgsberg zusammengeschlossen, die neue Gemeinde führt den Namen Stainz weiter. Grundlage dafür ist das Steiermärkische Gemeindestrukturreformgesetz – StGsrG.

## Geografie
Stainz liegt an den Ausläufern der Koralpe in der Weststeiermark. Wichtigster Fluss der Gemeinde ist der Stainzbach.
- Die ehemalige Gemeinde Rassach wird vom Saubach durchflossen, eine wichtige Erhebung ist der Frauenkogel mit 404 Metern.
- Die wichtigsten Bäche in der ehemaligen Gemeinde Marhof sind der Theussenbach, der Sierlingbach und der Rainbach, die alle in den größten Bach des Gebietes, den Stainzbach münden. Wichtige Erhebungen sind der Rosenkogel (1362 m), Mothiltor (1240 m) und der im Grenzgebiet zu Kloster und Edelschrott liegende Reinischkogel (1463 m). Die Gesteine, auf denen Marhof liegt, gehören zum Koralmkristallin und sind wissenschaftlich eingehend untersucht.[3]

### Namen
Der Ortsname wird, z. B. in Busfahrplänen, auch als Stainz in der Weststeiermark genannt. Das dient zur Unterscheidung vom Ort Stainz bei Straden im Bezirk Südoststeiermark. Vor 1919 diente der Zusatz auch zur Unterscheidung von Orten am Fluss Stainz (Ščavnica), z. B. Stanz, Stainzthal oder St. Georgen an der Stainz (Sveti Jurij ob Ščavnici) im damaligen Gerichtsbezirk Oberradkersburg in der Untersteiermark.
Der Ort Stainz liegt am gleichnamigen Fluss, dem Stainzbach, er wird 1160 als circa rivum stauwencz erwähnt. Der Name wird von einem auffallend (sauer oder salzig) schmeckenden Quellwasser (Sauerbrunn) abgeleitet und auf das slowenische Wort ščava zurückgeführt. Als Beleg dafür wird angeführt, dass sich Stainz und andere Orte dieses Namens in der Steiermark in der Nähe von Orten und Gewässern befinden, deren Namen (wie Sulz…) auf solche Gewässer hindeuten bzw. die auch später als Mineralwässer bekannt wurden (z. B. Bad Sauerbrunn bei Marhof westlich von Stainz).
Die Namen Stainz und Sauerbrunn werden in diesem Zusammenhang als ein slawisch-deutscher Doppelname betrachtet.
Namen von Ortsteilen auf …neurath werden als Rodungsnamen betrachtet, die auf eine neu gerodete Fläche hinweisen, zum Namen der Ortschaft Neurath ist auch publiziert, dass es sich um einen Hinweis auf eine neue Straße handeln könnte (siehe dazu im Abschnitt Geschichte). Der Name Pösneurath bei Pichling wurde 1494 als Poesnewrat erwähnt, was als „Rodung, die nur geringen Wert besitzt“ gedeutet wird (mhd. boese „schlecht, gering, wertlos“).
Der Ortsname Tomberg im Süden von Stainz wurde 1432 als Tanperg geschrieben und wird damit von Tannen abgeleitet (ein mit Tannenbäumen bewachsener Berg). Andere Schreibweisen, welche diese Deutung belegen, sind 1373 Tamperch, 1465 am Tan bei Stainz, 1475 Tonberg, 1753 Tamberger hart.
Der Ortsname Kothvogel wird von der alten Bezeichnung für eine kleine, geringwertige Hütte (Kote, Kate) abgeleitet sowie vom keltischen Wort für Feuer, facula.  Es könnte auch eine Ableitung vom Wort Vogt und ein Bezug zum Wort Fackel vorliegen, was alles im Ergebnis auf den Unterstand eines Wächters einer (Feuer-)Stelle (in der Köhlerei bzw. als Flurwächter oder Wächter bei einem Kreidfeuer) deutet.

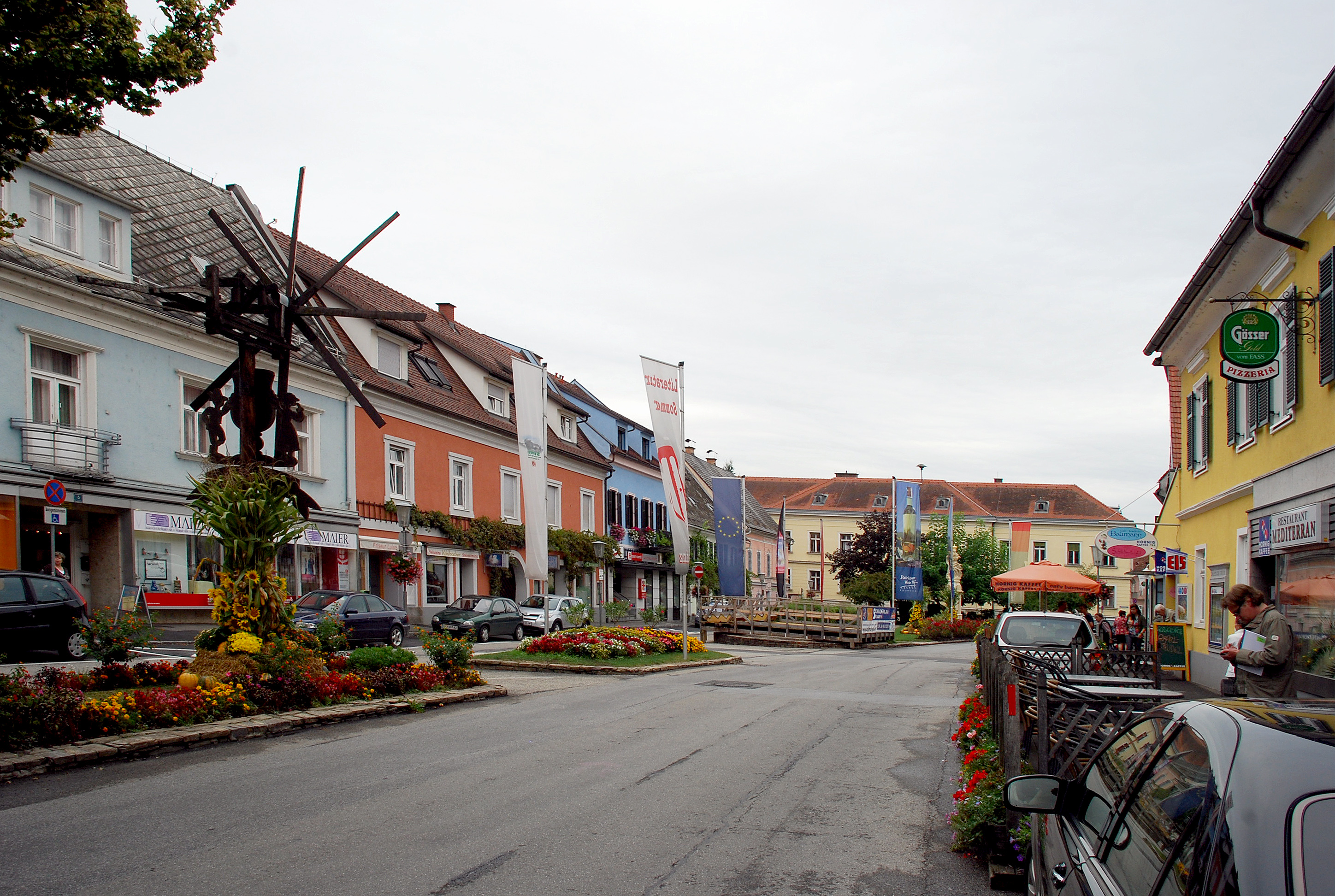
Hauptplatz
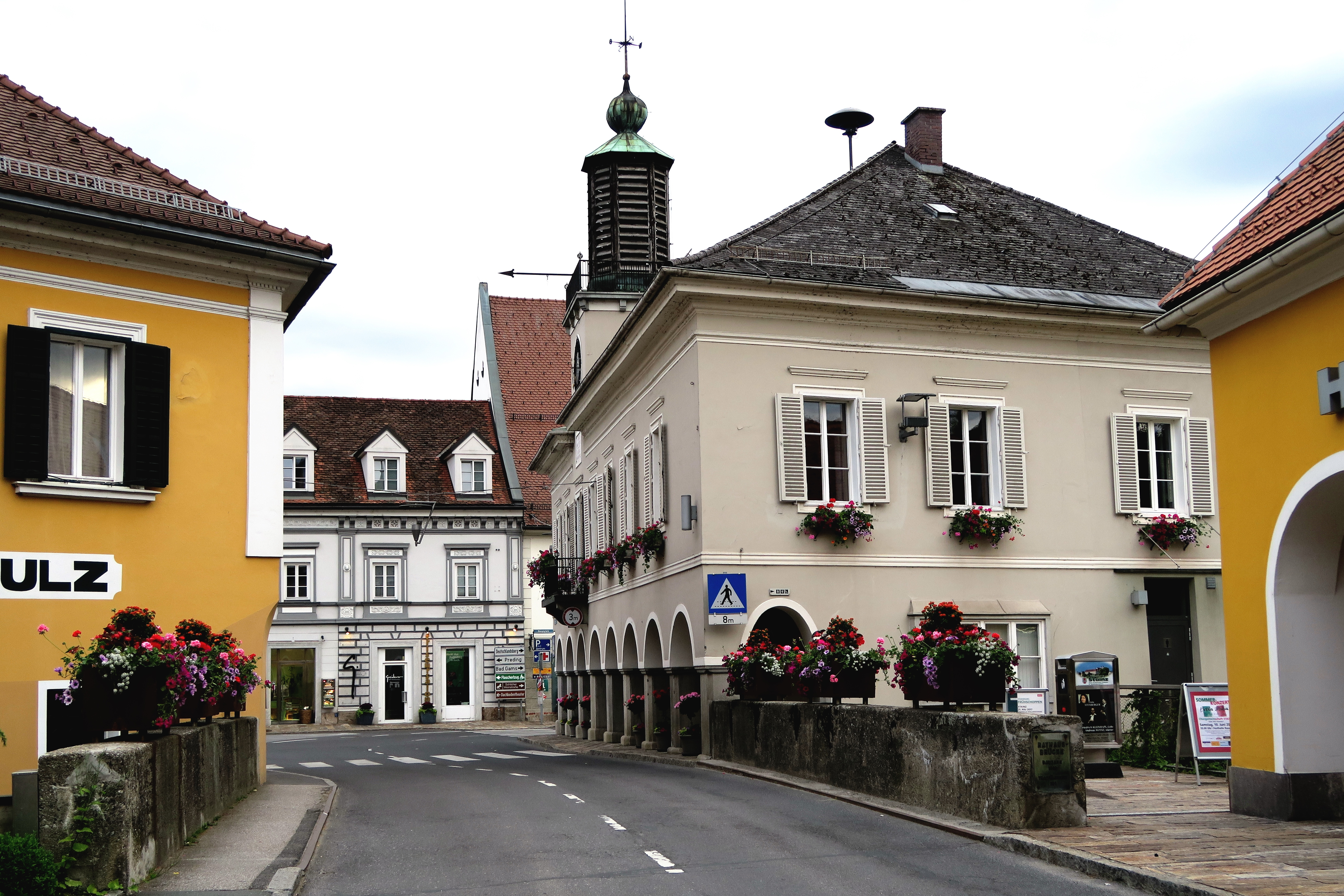
Marktgemeindeamt Stainz
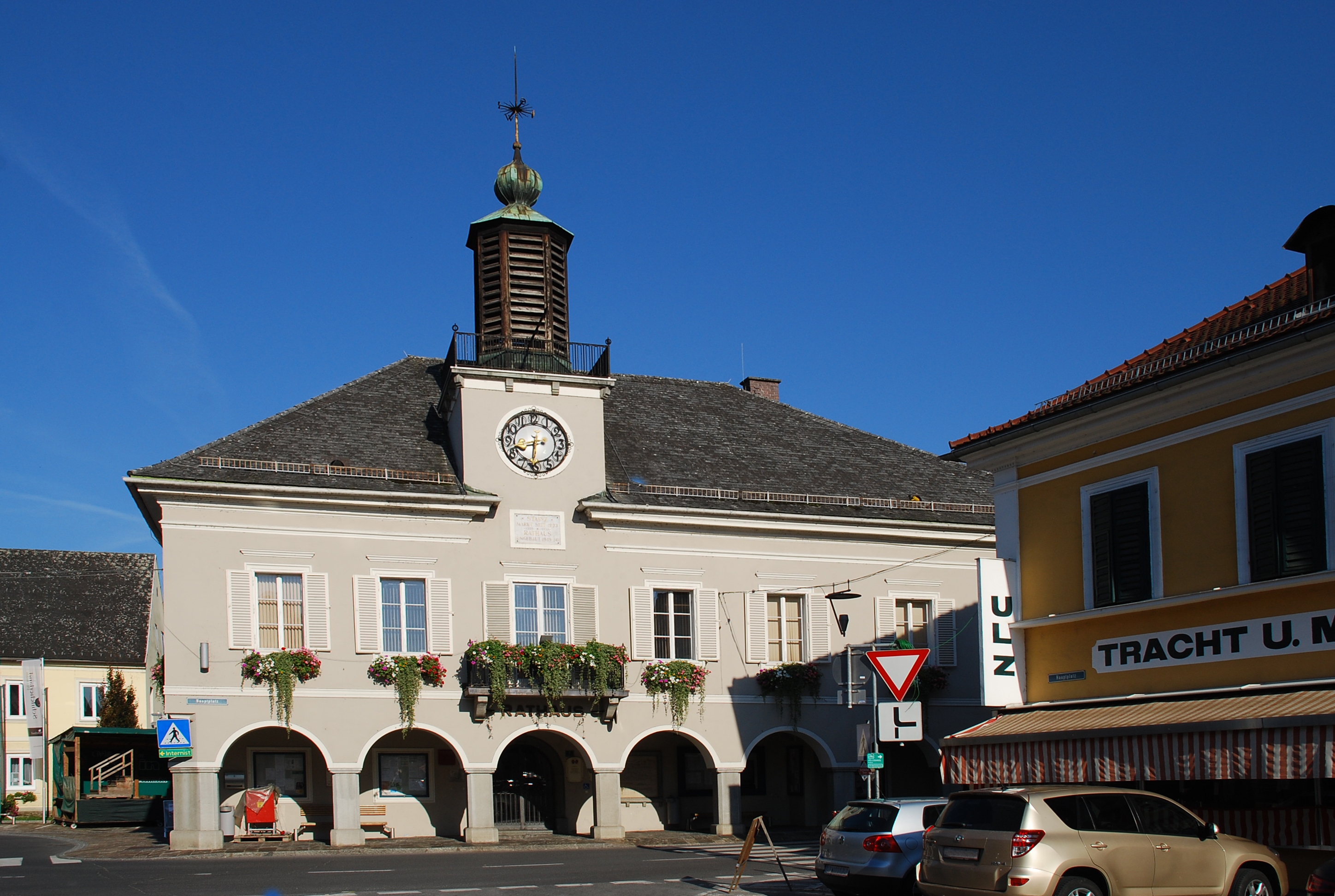
Rathaus
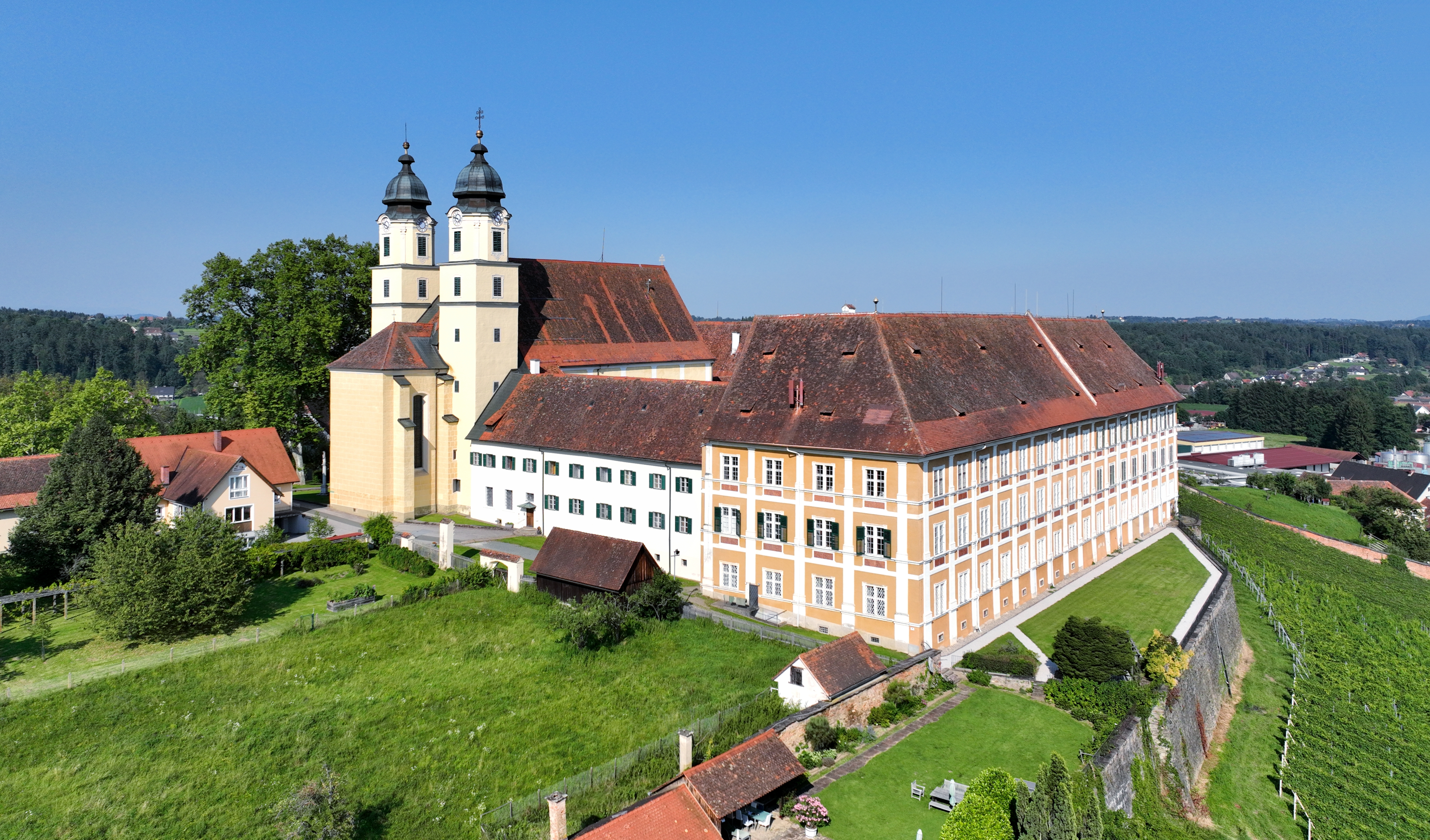
Schloss Stainz
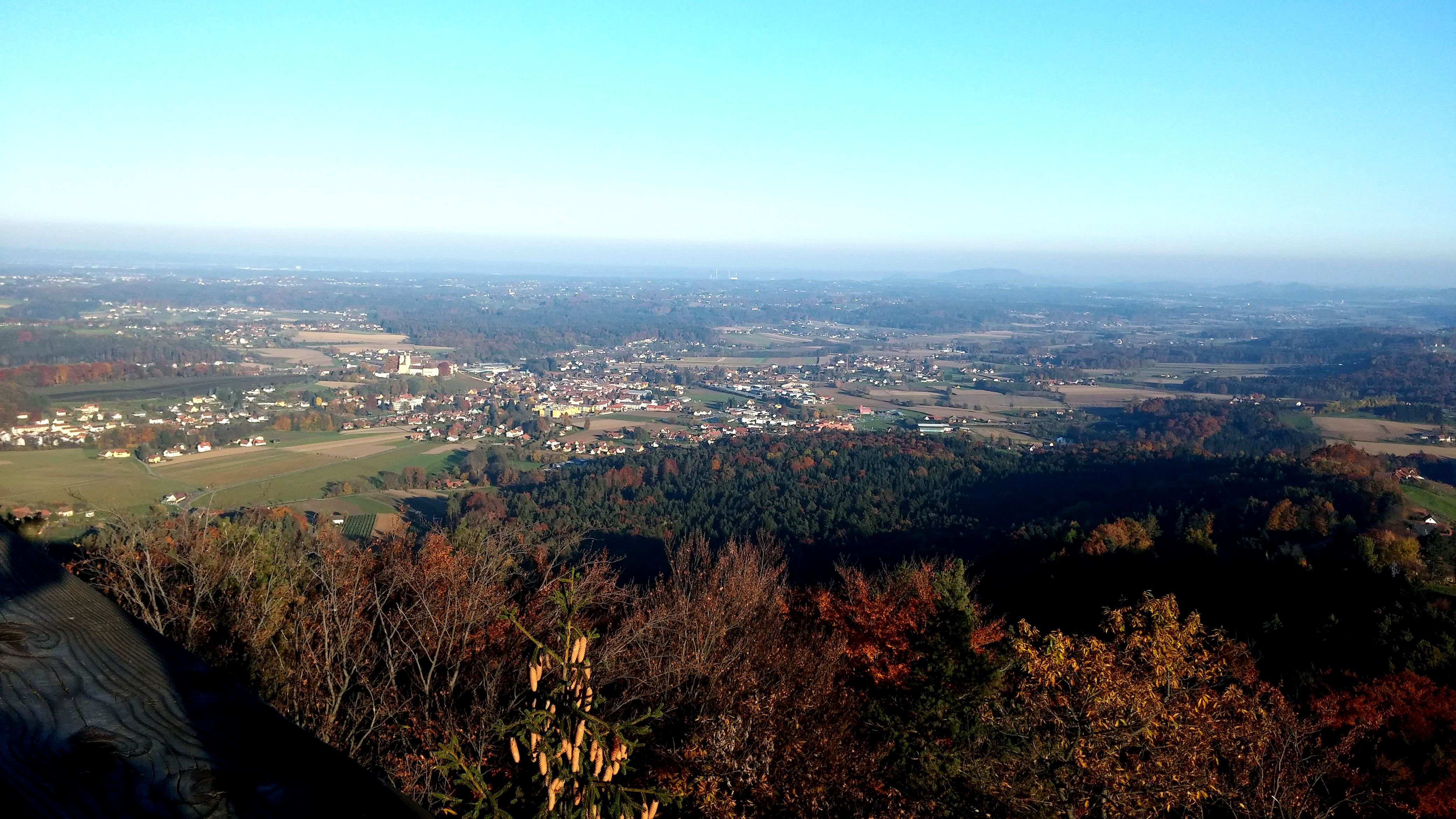
Aussicht von der Stainzer Warte nach Osten Richtung Stainz

### Gemeindegliederung
| In der Spalte Katastralgemeinden sind sämtliche Katastralgemeinden einer Gemeinde angeführt. In der Klammer ist die jeweilige Fläche in km² angegeben. |
| In der Spalte Ortschaften sind sämtliche von der Statistik Austria erfassten Siedlungen, die auch eine eigene Ortschaftskennziffer aufweisen, angeführt. In der Hierarchieebene derselben Spalte, rechts eingerückt, werden nur Ansiedlungen, die mindestens aus mehreren Häusern bestehen, dargestellt. Die wichtigsten der verwendeten Abkürzungen sind: - M = Hauptort der Gemeinde - Stt = Stadtteil - R = Rotte - W = Weiler - D = Dorf - ZH = Zerstreute Häuser - Sdlg = Siedlung - Hgr = Häusergruppe - E = Einzelgehöft (nur wenn sie eine eigene Ortschaftskennziffer haben) Die komplette Liste der Statistik Austria ist in: Topographische Siedlungskennzeichnung nach STAT Zu beachten ist, dass manche Orte unterschiedliche Schreibweisen haben können. So können sich Katastralgemeinden anders schreiben als gleichnamige Ortschaften bzw. Gemeinden. Quelle: Statistik Austria – |

Katastralgemeinde
Die Gemeinde besteht aus 21 Katastralgemeinden: (Fläche Stand 31. Dezember 2023):
- Ettendorf (366,02 ha)
- Gamsgebirg (215,91 ha)
- Grafendorf (284,51 ha)
- Graggerer (194,33 ha)
- Graschuh (481,61 ha)
- Herbersdorf (333,59 ha)
- Kothvogl (285,61 ha)
- Lasselsdorf (508,98 ha)
- Mettersdorf (357,68 ha)
- Neudorf (291,7 ha)
- Neurath (143,25 ha)
- Pichling (494,96 ha)
- Rassach (487,35 ha)
- Rossegg (481,34 ha)
- Sierling (1.127,83 ha)
- Stainz (273,46 ha)
- Stallhof (107,61 ha)
- Teufenbach (124,16 ha)
- Trog (1.478,41 ha)
- Wald (351,53 ha)
- Wetzelsdorf (815,59 ha)

Ortschaften
Die 24 Ortschaften und weitere Ortsteile in der Gemeinde sind: (Bevölkerung Stand 1. Jänner 2025):
- Angenofen (D), 30 Ew.
- Ettendorf bei Stainz (D), 318
  - Georgiberg (R)
  - Kummerdorf (R)
- Gamsgebirg (R), 177
  - Genzenberg (W)
  - Neurathberg (R)
  - Pölliberg (R)
- Grafendorf bei Stainz (D), 183
- Graggerer (D), 197
  - Graggererberg (R)
  - Unterfuggaberg (R)
- Graschuh (D), 699
  - Hutterer (W)
  - Rasendorf (R)
  - Schwaig (R)
  - Tomberg (R)
- Herbersdorf (R), 247
  - Oberherbersdorfegg (ZH)
  - Taschner (W)
  - Ziziberg (W)
- Kothvogel (R), 578
  - Eichegg (R)
  - Kothvogelegg (R)
  - Stainzfeld (R)
  - Tomberg (R)
- Lasselsdorf (D), 188
  - Hinteregg (R)
  - Oberlasselsdorfegg (R)
- Mettersdorf (D), 280
  - Kleinmettersdorf (D)
  - Mettersdorfegg (R)
- Neudorf bei Stainz (D), 170
  - Neudorfegg (R)
- Neurath (R), 139
- Pichling bei Stainz (R), 875
  - Kleinpichling (R)
  - Pösneurath (R)
  - Rutzendorf (R)
  - Sechterberg (R)
- Rainbach (R), 250
  - Rachling (R)
- Rassach (D), 340
  - Feld (R)
  - Hart (ZH)
  - Hochegg (R)
  - In der Setz (ZH)
  - Kamp (R)
  - Kramplgraben (R)
  - Poßnitz (ZH)
  - Rassachegg (R)
  - Rexeis (W)
- Rossegg (*), 392
  - Oberrossegg (R)
  - Schlieb (W)
  - Unterrossegg (R)
  - Wolfgraben (R)
- Sierling (R), 209
- Stainz (M), 1839
- Stallhof (D), 506
  - Stallhof Fabrik (D)
- Teufenbach (R), 227
  - Marhof (D)
  - Marhofberg (R)
- Trog (ZH), 121
  - Mausegg (ZH)
  - Rosenkogel (ZH)
  - Sauerbrunn (ZH)
  - Theussenbach (R)
- Wald in der Weststeiermark (R), 246
  - Grünbaumgarten (R)
  - Preisberg (R)
  - Schönegg (R)
  - Wald-Süd (Sdlg)
- Wetzelsdorf in der Weststeiermark (D), 265
  - Alling (R)
  - Zabernegg (R)
- Wetzelsdorfberg (R), 307
  - Bramberg (ZH)
  - Rohrbachberg (R)

(*) keine Klassifizierung lt. Statistik Austria

### Eingemeindungen
Am 1. Jänner 1953 wurde die Gemeinde Neurath eingemeindet.
Mit 1. Jänner 1965 folgte die Gemeinde Kothvogel,
am 1. Jänner 1968 auch die Gemeinde Gamsgebirg und Teile der Gemeinde Wald in Weststeiermark (soweit sie nicht nach Marhof und Greisdorf eingemeindet wurden).

### Nachbargemeinden
| Edelschrott (VO) | LannachSankt Stefan ob Stainz               | Sankt Josef (Weststeiermark) |
| Deutschlandsberg | Kompassrose, die auf Nachbargemeinden zeigt | Preding                      |
| Deutschlandsberg | Groß Sankt Florian                          | Wettmannstätten              |

Stainz grenzt nicht an die Gemeinde Frauental, weil die Katastralgemeinden Tanzelsdorf (gehört zu Groß St. Florian) und Gersdorf (gehört zu Deutschlandsberg, früher Gams) im Süden von Stainz (KG Rassach) am Lauf des Vochera-Baches etwa 60 m aneinander grenzen und damit Stainz von Frauental (KG Schamberg) trennen.

## Geschichte

### Steinzeit und Kupferzeit
An der Geländekuppe beim Engelweingarten am Lethkogel westlich von Stainz befindet sich eine Felswand mit einem kleinen nach Süden ausgerichteten Überhang, der weit reichende Aussicht über die Weststeiermark bietet ⊙. Sein Vorplatz ist mit einer Futtermauer gestützt. Die Stelle wird als Abri, als alter Siedlungsplatz betrachtet, dessen Nutzung bis in die Steinzeit zurück vermutet wird. Das Gebiet der Geländekuppe wird aus der Sicht des Denkmalschutzes mit der Bezeichnung Sitz Pöllan als Fundstelle ausgewiesen, als Fundart sind Höhensiedlung; Edelsitz, Turm, Graben? genannt, als Datierung Jungneolithikum; Mittelalter.
Archäologische Grabungen am Lethkogel bei der Stainzer Warte belegen die Verarbeitung von Kupfer in Schmelzöfen von der Kupferzeit bis in die späte Eisenzeit (La-Tène-Zeit).

### Mittelalter
Stainz wurde 1177 als Stawiz erstmals urkundlich genannt und erhielt 1218 das Marktrecht und eine eigene Gerichtsbarkeit.
1229 gründete Leuthold von Wildon das Augustiner-Chorherrenstift. Eine Sage erzählt, dass Leuthold an dieser Stelle auf der Jagd versehentlich ein Kind getötet hat.
Am Lethkogel soll sich am Ort der heutigen Aussichtswarte noch gegen Ende des 19. Jahrhunderts Reste des Wehrturmes befunden haben, der „Polan“, auch „Pollan“ oder „Pöllibergschloss“ genannt wurde. Diese Anlage war der Sitz eines Dienstmannengeschlechts der Herren von Wildon, ihre Erbauung wird für das Ende des 12. Jahrhunderts angenommen. Nach neueren Forschungen befand sich dieser Wehrturm nicht an der höchsten Stelle des Lethkogels bei der Warte, sondern auf einer Kuppe beim Engelweingarten ⊙, das wird aus entsprechendem Fundmaterial abgeleitet. Zu den Gebäuden in der Nähe, die mit diesem Turm in Verbindung standen, wird der Bauernhof „Ganster“ (Pölliganster) ⊙ gezählt, dessen Kellermauer 1,8 m dick ist und nur eine Öffnung, eine Schießscharte, aufweist. In einer Urkunde vom 17. April 1247 wird ein Rudolf de Polan als Zeuge genannt.
Im Westen von Stainz im Ort Neurath liegt eine Altburgstelle am östlichen Hang im Tal des Neurathbaches am Wanderweg (Jägersteig) von Stainz auf den Lethkogel ⊙. In ihr sind auf ca. 500 × 50 m eine Reihe von Resten einer Wehranlage erhalten. Mehrere kegelförmige Erhebungen, die als Turmhügelreste interpretiert werden, die Reste einer Mühle (mit einer eingemauerten Türangel), andere Mauerreste, Balkenauflagen in einer Felswand und Gräben sind zu sehen. Durch einen Steinbruch wurden Teile des Geländes stark verändert. Auch dieser Standort wird für die Lage der Befestigung Pöllan zur Diskussion gestellt. In diesem Zusammenhang wird angenommen, dass der Ortsname Neurath nicht von neuer Rodung abzuleiten ist, sondern mit der Einrichtung einer neuen Straße (vgl. engl. road, frz. rue) verbunden ist, welche von der Burgstelle aus kontrolliert wurde. Das Gebiet der Altburgstelle wird aus der Sicht des Denkmalschutzes mit der Bezeichnung Turmhügel Neurath als Fundstelle ausgewiesen, als Fundart sind Edelsitz?, Wehrbau?, Befestigung genannt, als Datierung Mittelalter.
Ebenfalls in Neurath hat sich im Bauernhof vulgo „Pletteri“ (Pletterer) ⊙ der Rest eines wehrhaften Ansitzes erhalten. Dieses Gebäude wird als Wohnsitz des in einer Urkunde vom 18. Februar 1245 als Zeuge genannten Rudlinus de Nivriut betrachtet.
In seiner Nähe an der Max-Gschiel-Straße ⊙ befindet sich die denkmalgeschützte Pletteri-Kapelle.
1440 war mit dem Ansitz die Familie Särl belehnt, 1622 die Familie der Racknitzer. Der Hof wurde noch in der zweiten Hälfte des 17. Jahrhunderts als Lehen betrachtet, aber nicht mehr als Sitz einer adeligen Familie.

### Bauerngmoa
In den Katastralgemeinden Graschuh, Pichling und Angenofen befanden sich noch im 21. Jahrhundert Hinweise auf die Besiedlungsgeschichte: Dort lag je eine „Bauerngmoa“ (im Grundbuch: „Bauerngmein“). Diese Grundstücke standen im gemeinsamen Eigentum der Besitzer mehrerer (teilweise ehemaliger) Bauernhöfe. Die Eigentumsanteile waren grundbücherlich nicht Personen zugeordnet, sondern mit dem Eigentum an den Liegenschaften dieser Bauernhöfe (den im Grundbuch so genannten „Stammliegenschaften“) verbunden. Diese Eigentumsverteilung beruhte auf Urkunden aus den Jahren 1881/82. Die Bezeichnung ist ein Beleg dafür, dass es sich bei diesen Gebieten um Reste eines dörflichen Allgemeingutes (Allmende) handelt, solche Gebiete wurden im bayrischen Sprachgebrauch als „G(e)mein“ bezeichnet. Sie bestanden bei vielen Orten, die im 12. oder 13. Jahrhundert entstanden und sind Hinweise auf eine planmäßige Besiedelung eines Gebietes, deren Rahmenbedingungen durch eine Obrigkeit festgelegt wurden. Ab dem Spätmittelalter wurden diese Gemeinschaftsbereiche allerdings meist wegen Unstimmigkeiten unter den Berechtigten aufgeteilt oder ihr Gebiet neuen Hofstätten (Keuschen, Huben) zugewiesen. Dies belegt auch den zuletzt relativ geringen Umfang der Liegenschaften. Über die Bauerngmein in Pichling (genannt im Grundbuch „Pessneurather Bauergmein“ nach dem Ortsteil Pösneurath) wurde im Jahr 2016 ein Teilungsverfahren eröffnet und 2018 beendet, ebenso über die Gmoa in Graschuh.

### Neuzeit
Am 19. Juli 1694 wurde Magdalena Hormann auf dem Platz zwischen dem Brückenlederischen und den Khainachischen Haus in der Badgasse durch Enthauptung hingerichtet: Sie hatte ihr uneheliches Kind, das sie während einer Dienstzeit in Kärnten empfangen hatte, am 16. Oktober 1693 nach der Geburt getötet. Eine andere Straftat, eine Brandstiftung aus Eifersucht, wurde durch Enthauptung der Täterin Anna Mayrin am 18. April 1759 am Richtplatz des Stainzer Landgerichtes außerhalb des Marktes, am Galgenhügel in der damaligen Gemeinde Kothvogel, geahndet.
1785 wurde das Stift durch Kaiser Josef II. aufgehoben, die Chorherren mussten es verlassen. Die wertvollen Bücher und viele andere Materialien zur Geschichte des Stiftes sollten nach Graz verbracht werden, gingen jedoch durch einen Transportunfall für immer verloren, weil sie anschließend nicht mehr geborgen wurden.
Erzherzog Johann kaufte 1840 Schloss und Herrschaft Stainz um insgesamt 250.000 Gulden. 1850 wurde er zum ersten Bürgermeister der damals 700 Einwohner zählenden Marktgemeinde Stainz gewählt. Er hatte dieses Amt bis April 1860 inne. Am 2. Mai dieses Jahres trat sein Nachfolger, der bürgerliche Seifensieder und Hausbesitzer Franz Michael Hangi, ein Führer der liberalen Bewegung in Stainz, das Amt an. Er wurde am 12. Dezember 1871 von einem Mann namens Puchas erschossen, der bereits vorher durch exzentrisches Verhalten aufgefallen war; er hatte sich auch schon vorher in einer „Beobachtungsanstalt“ befunden und starb einige Monate nach der Tat im damaligen Irrenhaus in Graz. Zum Andenken an Hangi wurde von der Gemeinde eine Franz-Michael-Hangische Schulstiftung zugunsten armer begabter Schüler gestiftet. Nachfolger Hangis wurde der damalige Bezirksrichter Johann Nasko.
Durch eine 1849 beschlossene Kundmachung war bereits vorher der Gerichtsbezirk Stainz geschaffen worden.
Von 1850 bis 1854 existierte der Bezirk Stainz mit einer Expositur in Voitsberg. Im Jahr 1852 wurde der Gendarmerieposten Stainz geschaffen.
1860 kam es zum „Moststreik in Trog und Greisdorf“, in dessen Zusammenhang 67 Personen wegen Verbrechens und 19 Personen wegen Vergehens des Auflaufes angeklagt wurden. Anlass war die Vorschreibung einer Verzehrsteuer für Fleisch, Wein und Most, die in den damaligen Gemeinden Trog und Greisdorf nicht eingehoben werden konnte. Auch eine zwangsweise Eintreibung scheiterte, nachdem die Beamten mit Holzscheitern beworfen worden waren. Schließlich wurden 15 Gendarmen und eine Kompanie Soldaten zur Herstellung der Ordnung abkommandiert.
In den 1880er Jahren wurde in der Nachbargemeinde Stallhof knapp an der östlichen Grenze der Gemeinde Stainz eine Zündwarenfabrik errichtet, die zunächst auch positive wirtschaftliche Auswirkungen auf Stainz hatte. Da die einheimische Bevölkerung vorerst nicht in der Fabrik arbeiten wollte, rekrutierte sich in den Anfangsjahren ein großer Teil der Belegschaft aus der slowenischen Untersteiermark und aus Kroatien. Die Belegschaft der Fabrik umfasste vor dem Ersten Weltkrieg rund 450 Beschäftigte und sank in den 1920er Jahren auf 179 Personen ab. Bei seiner Schließung im April 1927 hatte das Unternehmen noch 120 Beschäftigte.
Die schlechten Verkehrsverbindungen nach Graz und allgemein in der Weststeiermark führten zu massiven Nachteilen. Das Land Steiermark hatte zwar Finanzierungszusagen zum Ausbau der Bahnverbindung gegeben, diese waren aber mit der Bedingung verknüpft, auch Straßenverbindungen auszubauen und deren Erhaltung durch den Bezirk zu übernehmen. Der damalige Bezirksausschuss Stainz sah sich im März 1900 gezwungen, ein Schreiben zwecks Schuldenerlass an den Landtag zu richten. Darin wurde festgehalten, dass „… der Grundbesitz von Tag zu Tag unrentabler wird, weil die Verschuldung und daher die Veräußerungen von Bauernwirtschaften in erschreckender Weise zunehmen, …“.

### 20. Jahrhundert
Bis zu den Regulierungsarbeiten ab den 1960er Jahren bildeten Hochwässer des Stainzbaches eine große Gefahr für den Ort. So am Abend des 13. August 1801, als das Wasser so hoch stand, dass es auf dem Marktplatz bei den Fenstern aus- und einrann und weiter flussaufwärts im Sauerbrunngraben mehrere Mühlen und Sägen völlig weggerissen wurden. Weitere große Schäden richteten Überflutungen am 4. Juni 1954 und 23. Juni 1973 an, deren höchster Stand am Gemeindeamt markiert ist.
Andererseits litt Stainz auch an Trockenheit, die Wasserversorgung konnte dem Bedarf nicht immer nachkommen. Angeblich sollen 1953 die angelegten Reservoire der Wasserleitung zwar über Nacht gefüllt, aber in den Morgenstunden bereits wieder entleert gewesen sein. Ob dies an Fehlern in den Leitungen oder am hohen Bedarf der Molkerei, der Obstverwertung Grünwald oder der Färberei in den Textilwerken Bawart lag, blieb offen.
In der Zwischenkriegszeit des 20. Jahrhunderts war die Marktgemeinde Stainz einer der „Kristallisationskerne“ der bedingt durch die Weltwirtschaftskrise in Österreich aufstrebenden NSDAP. Die steiermärkischen Gemeinderatswahlen von 1932 brachten erstmals auch einen NS-Mandatar in den Stainzer Gemeinderat, und zwar einen der Richter des Bezirksgerichts Stainz. Während des nationalsozialistischen Juliputsches im Jahr 1934 wurden der Markt und seine Umgebung vollständig von den Nationalsozialisten beherrscht, die Postenkaserne der Gendarmerie und andere öffentliche Gebäude waren von ihnen besetzt. im Frühjahr 1934 erschoss der Attentäter Johann Frangesch den Postenkommandanten Josef Weinmann und den Beamten Alois Michl. Beim Kampf um den Gendarmerieposten sind insgesamt drei Menschen gestorben: der Postenkommandant, ein Heimwehrangehöriger und ein Nationalsozialist. Nach der Niederschlagung des Putsches wurden im Gebiet des Gendarmeriepostenrayons Stainz 117 Personen wegen Beteiligung am Juliputsch verhaftet, eine unbekannte Anzahl weiterer Putschisten war flüchtig.
Der Anschluss 1938 wurde auch in Stainz enthusiastisch gefeiert. Aufmärsche, Ansprachen und Feierlichkeiten bestimmten die nachfolgenden Monate in Stainz und sollten den Bewohnern die von den Nationalsozialisten propagierte „Volksgemeinschaft“ vor Augen führen. Bei der Volksabstimmung am 10. April, welche die Wiedereingliederung Österreichs ins Deutsche Reich nachträglich sanktionieren sollte, hatte es in Stainz nur eine Gegenstimme gegeben. Die Bedeutung, die der Markt seit jeher für die NS-Bewegung gehabt hatte, wurde auch dadurch unterstrichen, dass zunächst Stainz Sitz der Kreisleitung der NSDAP des Kreises Deutschlandsberg war. Der Kreisleiter war ein in Stainz praktizierender Dentist. Die Deutschlandsberger Nationalsozialisten, die sich solcherart zurückgesetzt fühlten, unternahmen alles, damit der Sitz der Kreisleitung in ihre Stadt verlegt würde und hatten schließlich Erfolg. Noch 1938 wurde Deutschlandsberg Sitz der Kreisleitung und blieb es bis Kriegsende.
In den ersten Stunden des 15. August 1953 ereignete sich ein aufsehenerregender Mordfall an der Geschäftsfrau Friederike Klug. Die Täter, die aus der Grazer Unterwelt stammten, konnten im Oktober 1953 verhaftet werden, ein 25-jähriger Hilfsarbeiter gestand den tödlichen Schuss.

### 21. Jahrhundert
Im Juni 2011 beschloss der Gemeinderat von Stainz, mit den Nachbargemeinden Georgsberg, Marhof, Rassach, Stallhof, Stainztal die Kleinregion Stainz zu gründen. In diesem Gemeindeverband sollten Verwaltungsaufgaben dieser Gemeinden gemeinsam erledigt werden. Der Verband hatte Rechtspersönlichkeit und beruhte auf freiwilliger Vereinbarung. Sein Sitz war in Stainz, seine rechtliche Basis § 38a der Gemeindeordnung. Dieser Gemeindeverband wurde durch die Zusammenlegung seiner Mitglieder im Rahmen der Gemeindestrukturreform zur einzigen Gemeinde Stainz wieder aufgelöst, weil eine Kleinregion nach den dafür bestehenden Regeln der Gemeindeordnung mindestens zwei Mitgliedsgemeinden haben musste.
Mit 1. Juli 2014 wurde das Bezirksgericht Stainz aufgelöst und mit dem Bezirksgericht Deutschlandsberg zusammengelegt.

## Kultur und Sehenswürdigkeiten

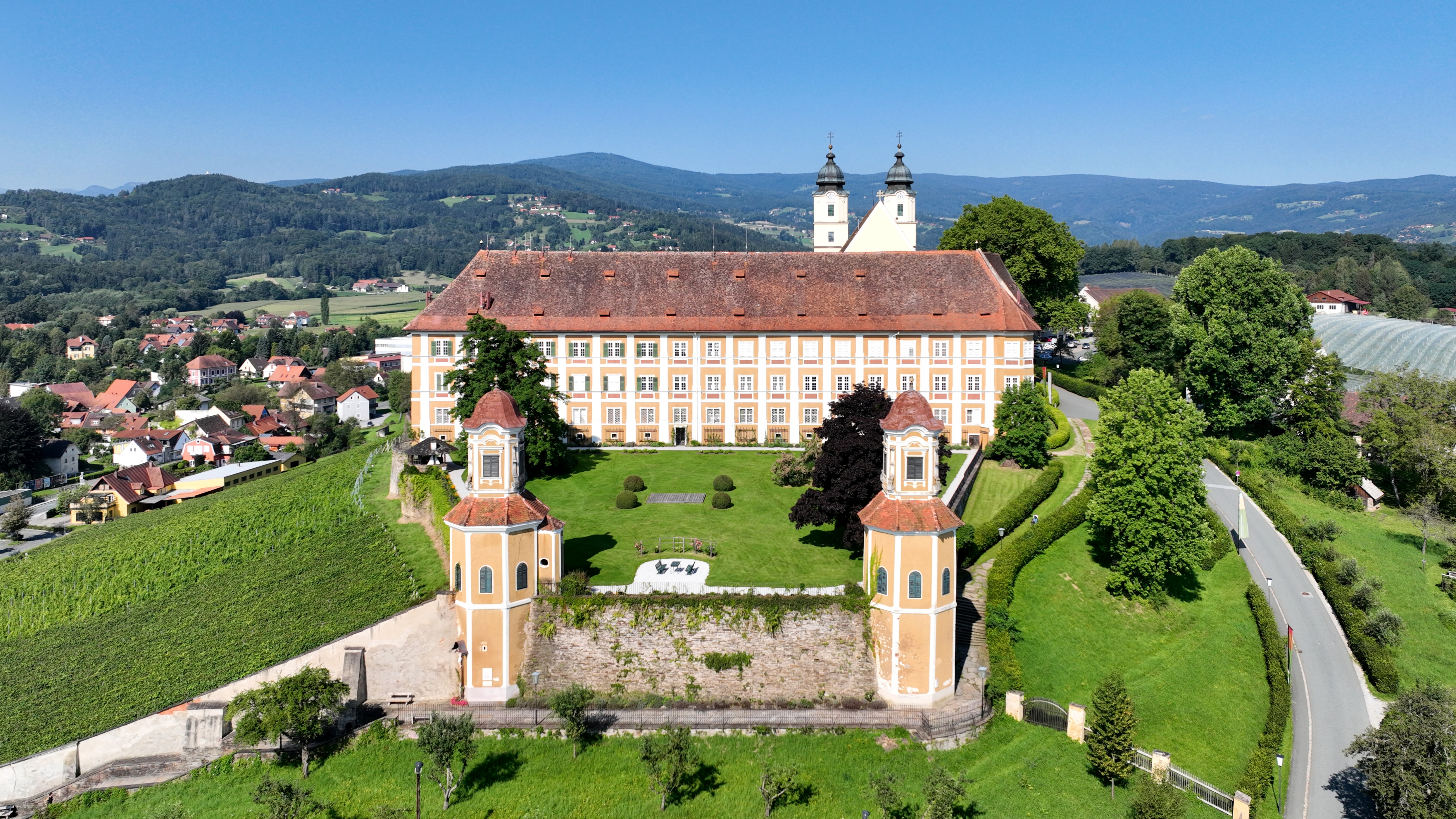
Ostansicht des Schlosses Stainz

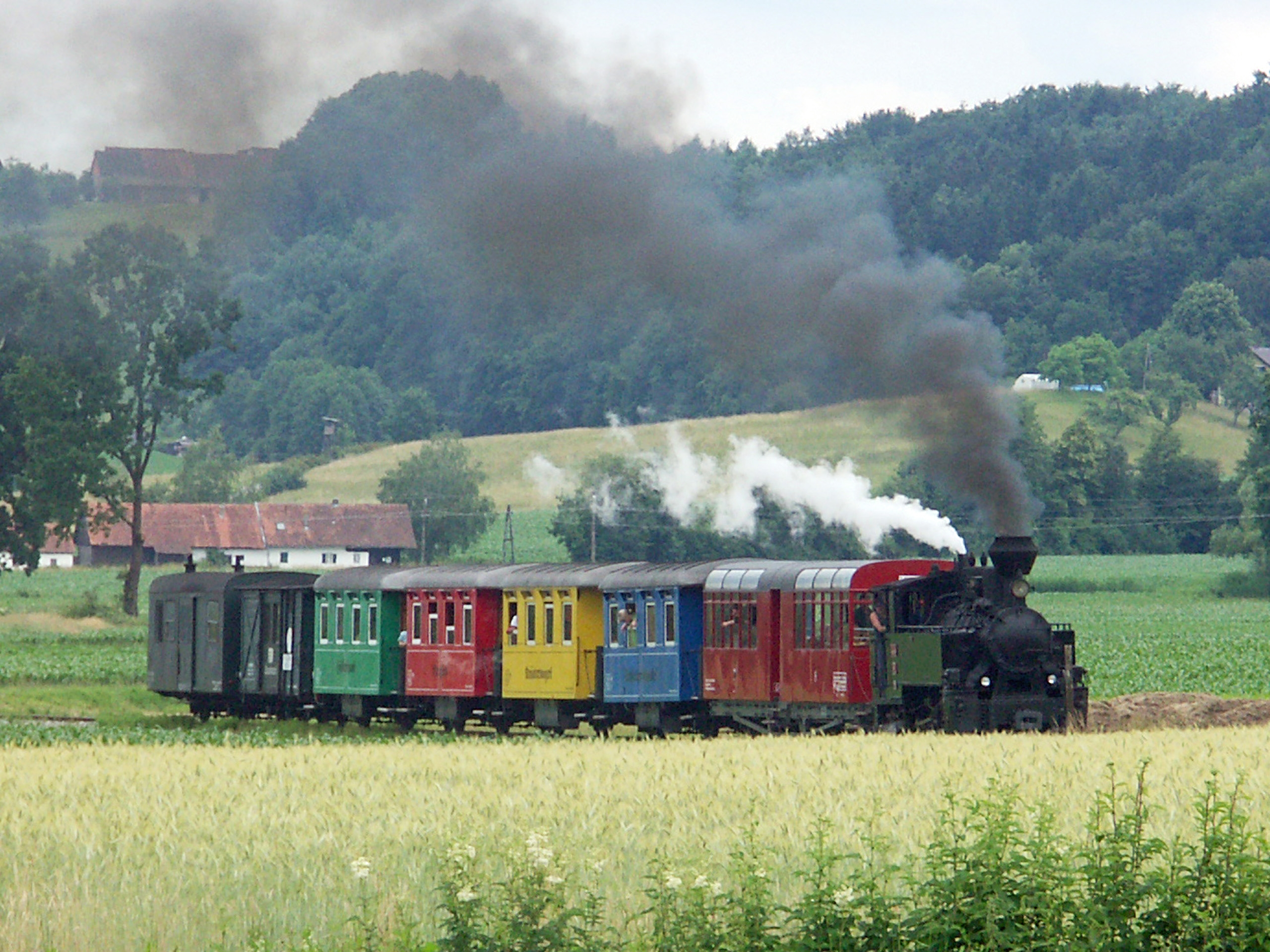
Der Flascherlzug

Die Gemeinde bildet gemeinsam mit St. Stefan ob Stainz den Tourismusverband „Schilcherland-Stainz-Reinischkogel“.

### Schloss Stainz
Schloss Stainz ist ein ehemaliges Augustiner-Chorherrenstift mit der Stiftskirche Hl. Katharina, das um 1229 durch Leuthold von Wildon gegründet und 1785 von Kaiser Josef II. säkularisiert wurde. 1840 wurde es von Erzherzog Johann um 40.000 Gulden erworben.
Heute ist das Schloss im Besitz der Grafen von Meran, die Nachfahren von Erzherzog Johann sind. Im Schloss befindet sich ein Museum, das zum steirischen Universalmuseum Joanneum gehört. Zu sehen sind zwei Sammlungen: Zum einen das im Herbst 2009 neu eröffnete Landwirtschaftsmuseum, das altes bäuerliches Gerät zeigt und die verschiedenen Zweige der Landwirtschaft präsentiert, zum anderen ein 2006 eröffnetes, didaktisch aufbereitetes Jagdmuseum, das Einblick in die Geschichte der Jagd gibt.

### Stainzer Warte
Die Stainzer Warte befindet sich auf dem Lethkogel und ist dort näher behandelt.

### Wein und Stein
Stainz ist vor allem für seinen Schilcher bekannt, der schon 400 v. Chr. von den Kelten gezogen wurde. Jährlich im August werden die Stainzer Schilchertage veranstaltet, ein mehrtägiges Volksfest rund um den Schilcherwein und andere lokale Spezialitäten. Die Marktgemeinde liegt an der Schilcherweinstraße, die von Ligist, über Stainz und Deutschlandsberg nach Eibiswald führt.
Zusammen mit Ligist, Deutschlandsberg und Eibiswald zählt Stainz zu den vier Ortsweingebieten der Weststeiermark, neben dem Blauen Wildbacher (Schilcher) zählt der Sauvignon Blanc zu den lokalen Leitsorten laut DAC Regelung. Die Anbaufläche der Marktgemeinde beläuft sich auf 196 Hektar (Stand 2020) und verteilt sich auf 2,37 ha Chardonnay, 2,51 ha Müller-Thurgau, 1,12 ha Muskateller, 5,32 ha Sauvignon Blanc, 114,21 ha Blauer Wildbacher und 3,55 ha Zweigelt.(Stand 2015) Der Boden besteht größtenteils aus Gneis und kristallinen Schiefern.
Stainz ist auch die Namensgeberin für die „Stainzer Platten“, ein Gestein aus Gneis, aus dem Platten gewonnen werden, die als Baumaterial, Fußboden usw. dienen.

### Flascherlzug
Der Flascherlzug ist die touristische Version der Zugsverbindungen der Lokalbahn zwischen Stainz und dem Bahnhof der Wieserbahn in Preding-Wieselsdorf. Die Verbindung wurde im Jahr 1892 eröffnet. Der Name kommt aus der Zeit des Wunderdoktors Höllerhansl (1866–1935), der den Ruf hatte, aus dem Urin Krankheiten erkennen zu können und in Marhof in der Nähe von Stainz lebte. Aus diesem Grund reisten viele Kranke mit einem Flascherl Urin an, was dem Zug zu diesem Namen verhalf. Heute ist der Flascherlzug eine Touristenattraktion, der Personenverkehr der Lokalbahn wurde 1951 eingestellt.
Als Werbelokomotive für den Flascherlzug befindet sich am Kreisverkehr der Radlpass-Straße B 76 im Süden von Stainz eine 1914 erbaute Schmalspurdampflok. Diese Lokomotive fuhr allerdings nie auf der Stainzerbahn, sie sieht nur äußerlich den ersten Lokomotiven dieser Strecke ähnlich. Sie gehörte zu den Bahnanlagen am Erzberg (ursprünglich 830 mm Spurweite, Betriebs-Nr. 19). Die Lok wurde während des Zweiten Weltkrieges auf 900 mm umgespurt (Nr. 2/60) und war ab Februar 1954 im Hüttenwerk Donawitz (790 mm Spurweite als Nr. 60.4) verwendet. Später war sie als Spielzeuglokomotive in Leoben aufgestellt, ehe sie ab 1994 in Stainz äußerlich renoviert und um 2002 als Denkmallok aufgestellt wurde.

### Maria Helfenbrunn
Diese Kapelle befindet sich im Ortsteil Wald.⊙ Als Baujahr ist 1801 publiziert, mehrere Bauphasen sind dokumentiert. Eine Generalsanierung erfolgte 1986. Der Name beruht auf einer Quelle, deren Wasser heilende Wirkung nachgesagt wurde. Ein Bild im Giebel stammt von Toni Hafner: Ein Kreuz zwischen grauen Wolken bedeutet, dass Christus auch über die Atomgewalten siegreich bleiben wird.

### Kreuzkapelle Grafendorf

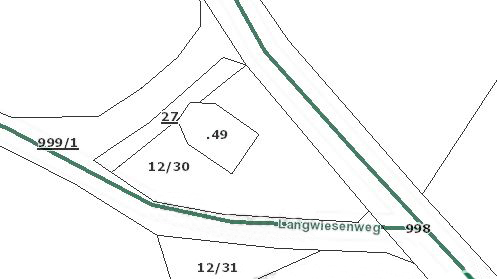
Lage der Kreuzkapelle Grafendorf: Das Grundstück 27 gehört zu einem anderen Bauernhof als die Grundstücke .49 (Kapelle) und 12/30

Die Kapelle wurde 1911 von der damaligen Gemeinde Grafendorf, später Stainztal, in der Nähe eines früheren Pestkreuzes errichtet.⊙ Ihre Stahlglocke stammt aus 1922. Sie wurde auf den Grundstücken zweier Bauernhöfe gebaut, der Höfe vlg. Lukas und vlg. Gregerbauer. Als Grund dafür wird genannt, dass die Kapelle auf dem ursprünglich vorgesehenen Bauplatz einer alten Hofbesitzerin des Hofes vlg. Lukas den abwechslungsreichen Blick auf die Züge und Fahrgäste der Stainzerbahn (in der Nähe bzw. bei der Station Herbersdorf am gegenüberliegenden Talrand des Stainztales) verstellt hätte und der Bauplatz deshalb um einige Meter verschoben worden wäre.

### Engelweingarten
Der Engelweingarten ist ein beliebter Aussichtspunkt am Lethkogel im Westen von Stainz, der über die Weingärten den Blick in das Grazer Becken ermöglicht und zu dem in den 1930er-Jahren auch eine Autobuslinie führte.⊙

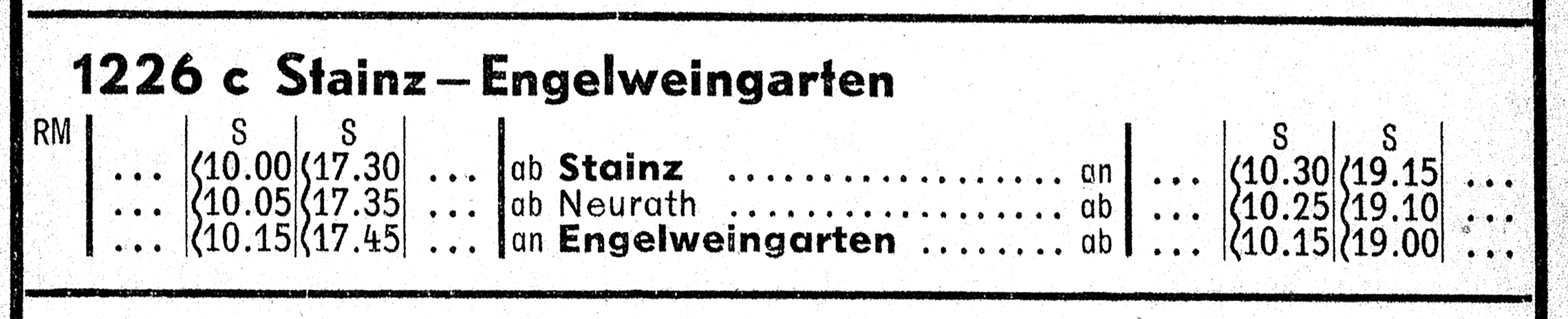
Busfahrplan Stainz↔Engelweingarten, gültig vom 15. Mai bis 7. Oktober 1939. S = sonntags

 Die Aussicht vom Engelweingarten wird an klaren Tagen bis zur Riegersburg in der Oststeiermark geschildert. Die Stainzer Warte ist nur wenige Gehminuten entfernt. Der Engelweingarten war ursprünglich ein Landgut des Stainzer Chorherrenklosters, der letzte Probst dieses Klosters war Johann Anton von Angelis (deutsch: Engel, gest. 1782), der sich besonders um das Anwesen kümmerte und von dem der Name abgeleitet wird. Sein Bild wurde im Prälatenzimmer der Gastwirtschaft aufbewahrt. Der Besitz ging später an die Sparkasse der Gemeinde, welche das Gastwirtschaftsgebäude vergrößerte. Die Gebäude der am Beginn der 1930er-Jahre errichteten Gaststätte Engelweingarten waren 2021 seit Jahren baufällig, der Betrieb geschlossen. Die Gemeinde Stainz unterstützte Pläne, das Areal wieder zu gastronomischen und touristischen Zwecken zu verwenden. Mit diesem Ziel wurde im Flächenwidmungsplan ein Teil des Engelweingartens als Bauland für touristische Zwecke umgewidmet, wobei Wohnungen und Zweitwohnsitze ausgeschlossen blieben. Das wurde mit 23. November 2021 rechtskräftig. Am 17. Jänner 2022 wurde eine öffentliche Bürgerinformation der Marktgemeinde Stainz abgehalten, in deren Zusammenhang Bedenken gegen die Verbauung des Aussichtspunktes geäußert wurden. Dies hatte seinen Grund darin, dass rings um die vorhandenen Bauplätze der früheren Gaststätte eine Reihe kleinerer Häuser für Hotelappartements vorgesehen war und die Befürchtung bestand, diese Gebäude würden im Lauf der Zeit doch zu Wohnungen umgewidmet (bzw. zusätzliche Gebäude errichtet). Die Gemeinde argumentierte damit, dass „… im Verhältnis zum gesamten Weingarten nur ein kleinerer Teil mit Gebäuden verbaut werden kann und diese auch in kompakter Form am oberen, nahezu ebenen Bereich, angesiedelt sind. Auch die Abstände zur umliegenden Besiedelung sind weit gefasst. …“ Der Flächenwidmungsplan des Gebietes war am 4. November 2021 von der Landesregierung genehmigt worden, Bebauungsplan oder Baugenehmigung bestanden im März 2022 noch nicht. Zur Revitalisierung des Engelweingartens gründete sich eine Bürgerinitiative. Das Land Steiermark empfahl der Gemeinde im Herbst 2022, die Ausweisung von knapp 17.000 Quadratmetern Bauland zurückzunehmen und das Änderungsverfahren neu aufzulegen. Diesmal allerdings mit ordnungsgemäßer Einsicht für die Öffentlichkeit. Auf dieser Grundlage wurde am 12. Oktober 2023 ein neuer Entwurf für den Flächenwidmungsplan beschlossen, der für acht Wochen öffentlich aufgelegt wurde.

### Steinbauer-Kapelle im Gamsgebirg
Diese Kapelle liegt an der Grenze zwischen Bad Gams und Stainz westlich des Stainzer Kogels.⊙ Sie wird auch als Kraftplatz bezeichnet. Nach vierjähriger Renovierungsphase wurde sie am 31. Juli 2022 neu gesegnet. Ihre Marienstatue stammt aus der Pfarrkirche Stainz und wurde um 1900 in die Kapelle gebracht. Anlass für den Kapellenbau war die Rettung eines Mädchens nach dem Sturz in einen Brunnen. Seit 1950 wird die Kapelle von der Gemeinschaft der Bauernhöfe vlg. Rieglbauer, Steinbauer, Kraxnerannerl, Berglesky und Bauernbrocker erhalten.

### Stainzer Kalvarienberg
Diese Anlage liegt in Pichling (⊙) und besteht neben einer größeren Kapelle aus mehreren, im Wald entlang des Weges liegenden kleinen Kapellen, in denen Themen des Kreuzweges behandelt sind (sog. Rosenkranz-Stationen). Sie wurde 1733 errichtet, 2008 instand gesetzt und steht seit 2021 unter Denkmalschutz. Die freistehende Statue „Christus an der Geißelsäule“, die durch umgestürzte Bäume beschädigt war, wurde 2022 renoviert. Im Herbst 2022 fand eine gründliche Reinigung und Erneuerung statt, die Kreuzigungsgruppe einschließlich der Sandsteinfiguren der Hl. Maria und des Hl. Johannes wurde 2023 restauriert.

### Messkapelle Rachling
Die Kapelle liegt westlich von Stainz in Sierling, im Ortsteil Rachling, am Ende des Rachlingweges. Es handelt sich um einen Bau, der optisch, der Größe nach, einer kleinen Kirche entspricht, aber dennoch nur eine Kapelle ist: Als Eigentümerin ist im Grundbuch die „Röm. kath. Meßkapelle Maria Lourdes in Rachling der Pfarre St. Stefan ob Stainz“ ausgewiesen. Sie wurde aus Mitteln des „Höllerhansl“ und Spenden erbaut. Das Gebäude und das umgebende Grundstück sind (kirchen- und damit auch grundbuchsrechtlich) selbständiges Vermögen, nicht Teil des Vermögens der Pfarre St. Stefan ob Stainz, in deren Gebiet sie liegen. Das Gebäude wurde 1924–1930 erbaut, 1994–1999 renoviert und wird auch als „Höllerhansl-Kapelle“ bezeichnet. Der Bau ist seit 1969 Messkapelle, keine Filialkirche. Er ist nicht denkmalgeschützt (unter Denkmalschutz steht allerdings die wenige Schritte östlich davon stehende kleine Lourdesgrotten-Kapelle, Listeneintrag).

### Broadmoarkapelle
Diese Kapelle in Wetzelsdorfberg an der Grenze zu Oisnitz (⊙) ist nach dem Hof der Erbauer benannt (in Kartenwerken auch als „Breitmeyer“ beschrieben). Eine erste Kapelle aus Holz war im 17. Jahrhundert für die Opfer einer Pestepidemie errichtet worden, sie war verfallen. 1894 wurde von der Familie vlg. Broadmoar eine neue Kapelle in deren Nähe errichtet und mehrfach renoviert, zuletzt 2004.

## Wirtschaft

### Allgemein
Das Gebiet von Stainz ist sehr gut für Wein- und Obstbau geeignet. 1932 wurde einer erste Reb- und Obstbaumschule angelegt (Fr. Franz Freiding & Karl Faber), ein Obstverwertungsunternehmen ging nach dem Ersten Weltkrieg aus einer Marmeladenfabrik hervor. Die 1867 gegründete Sparkasse der Gemeinde in Stainz war die 16. Sparkasse des Landes Steiermark, sie besaß ab 1889 auch das Gebiet des Engelweingartens. 1900 wurde auch eine Raiffeisenkasse gegründet. Die Molkereigenossenschaft entstand 1928.
Stainz hat mehrere kleine und mittelgroße Betriebe (gesamt etwa 120). Viele dieser Betriebe befinden sich im Gewerbepark (OT-Stainz). Im Technologie- und Entwicklungszentrum Georgsberg-Stainz-St. Stefan (TEZ) sind 22 innovative Unternehmen beheimatet. Schwerpunkt des TEZ sind: Automotive, Aviation, Softwareentwicklung und Umwelt. Die 22 Unternehmen beschäftigen über 220 Mitarbeiterinnen. Die FH Joanneum betreibt ein Messlabor. Die Firma Tool Consulting & Management TCM betreibt ein AEC Zerspanungslabor, welches eng mit der steirischen Industrie sowie der technischen Universität in Graz und der Montanuniversität in Leoben zusammenarbeitet.
Zu den größten Betrieben in Stainz zählen:
- Grünewald Fruchtsaft
- Fleischerei Messner
- Molkerei Stainz (Stainzer Milch, seit 2011 fusioniert mit der Genossenschaft Berglandmilch) bis Ende 2022. Die Produktionsstätte übersiedelt danach nach Voitsberg, die Milchabholung von den Bauern bleibt unverändert.[73]
- TCM International
- MHS Systems
- I-TEC Styria

### Postverteilzentrum
In Stainz wurde im Oktober 2023 ein Postverteilzentrum eröffnet, das die bisherigen Standorte Deutschlandsberg und Lannach vereint. Es liegt im Gewerbepark auf 2700 m² und bereitet die Verteilung der in der Nacht ankommenden Post weitgehend automatisch für die 45 Zustellrayone des Bezirkes vor.

### Ehemalige Tiefkühlgemeinschaft
Die Tiefkühlgemeinschaft Stainz stellte Ende 2022 ihren Betrieb ein. Sie war 1959/60 errichtet worden und führte auf einem Grundstück, das von der Gemeinde Stainz erworben und für diesen Zweck zur Verfügung gestellt wurde, an der Klosterhöhe (⊙) ein Kühlhaus mit Verarbeitungsmöglichkeiten (Hackstock, Fleischwolf, Arbeitsflächen etc.). Die Anlage hatte 256 Holzfächer mit 150, 200, 250 oder 300 Litern Rauminhalt, die auf einer Temperatur von −18 Grad gehalten wurden. Die Einweihung erfolgte am 6. Juni 1960. Zur Sicherung des Strombedarfes war ein Notstromaggregat vorhanden, die Anlage war ursprünglich an das Elektrizitätsversorgungsunternehmen der Gemeinde Stainz angeschlossen. Der Standort war von der Gutsverwaltung Meran an die Gemeinde verkauft worden, die Tiefkühlgemeinschaft hatte einen Pachtvertrag auf 99 Jahre. Die Verarbeitungsmöglichkeiten wurden neben den ca. 100 Mitgliedern für hauseigene Produkte auch von Jägern zur Aufarbeitung erlegten Wildes genützt, der höchste Tarif für die Miete eines Tiefkühlfaches lag zuletzt bei 100 Euro pro Jahr. Gestiegene Energiekosten, verringerter Bedarf, aber auch der notwendige Sanierungsbedarf für das Gebäude, Infrastruktur und Hygiene von ca. 60.000 Euro machten einen weiteren Betrieb nicht mehr möglich.

### Vereine und Organisationen
In Stainz gibt es circa 70 Vereine. Weiters gibt es elf Freiwillige Feuerwehren im Gemeindegebiet. Die Marktfeuerwehr Stainz bildet dabei ausrüstungstechnisch den Schwerpunkt. Mit einem Hilfeleistungsfahrzeug (HLF4), einer Drehleiter und einem Kranfahrzeug nimmt die Freiwillige Feuerwehr Stainz auch eine überörtliche Stützpunktfunktion ein. Das Rote Kreuz betreibt im Ortszentrum eine Rettungsdienststelle sowie einen Stützpunkt der mobilen Pflege. Am Hauptplatz in Stainz ist im Gebäude des ehemaligen Bezirksgerichts außerdem eine Polizeidienststelle der Bundespolizei Österreich untergebracht.

### Bildung
Stainz hat vier Volks-, eine Neue Mittel- sowie eine polytechnische Schule. Weiters hat Stainz auch eine land- und forstwirtschaftliche Fachschule und eine öffentlich-rechtliche Musikschule.
Die Fachschule befindet sich in einem Bau aus 1972, der von der Grazer Architektengruppe Frisee/Ivants/Kapfhammer entworfen worden war. Seine architektonische Gestaltung mit Beton, Glas und Flachdach statt der im Gebiet üblichen Holz-Stein-Bauweise mit Satteldach war seinerzeit umstritten, ein entsprechendes Konkurrenzprojekt des Stainzer Architekten Fritz Wolfbauer, das auch um (damals) rund 4 Mio. Schilling (ca. 290.000 Euro) teurer veranschlagt worden war, konnte sich nicht durchsetzen. Ursprünglich wurde die Schule als Winterschule (zweimal sechs Monate) geführt, die eine umfassende praxisbezogene Ausbildung bieten sollte. Ihr war aber kein bäuerlicher Betrieb angeschlossen, die Praxis von Landtechnik, Holzbearbeitung und Fleischverarbeitung wurde in Lehrwerkstätten unterrichtet. 1975 wurde die Winterschule von der zweijährigen Landwirtschaftsschule abgelöst, ab 1985 bestand eine vierjährige, ab 1995 eine dreijährige Fachschule. Die Schule hat den Namenszusatz „Erzherzog-Johann-Schule“.

## Politik

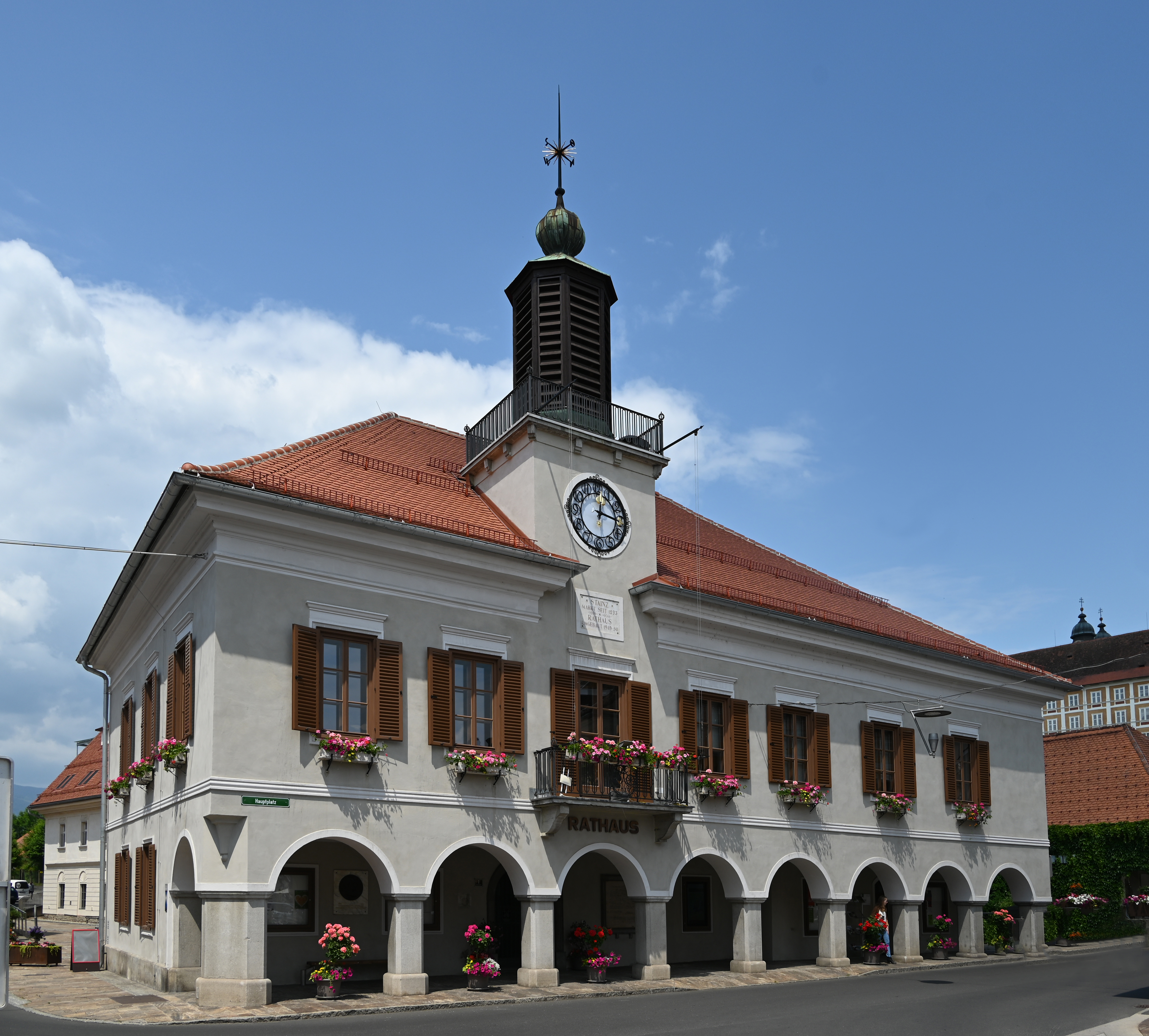
Gemeindeamt Stainz

### Gemeinderat
Der Gemeinderat der Gemeinde vor der Erweiterung hatte 15 Mitglieder.
- Nach den Gemeinderatswahlen in der Steiermark 2000 hatte der Gemeinderat folgende Verteilung: 11 ÖVP, 1 Liste Aktives Stainz, 1 SPÖ, 1 FPÖ und 1 Liste Erich Jud.
- Nach den Gemeinderatswahlen in der Steiermark 2005 hatte der Gemeinderat folgende Verteilung: 8 ÖVP, 3 SPÖ, 2 Liste Aktives Stainz und 2 Liste Erich Jud.[81]
- Nach den Gemeinderatswahlen in der Steiermark 2010 hatte der Gemeinderat folgende Verteilung: 9 ÖVP, 4 SPÖ, 1 Liste Aktives Stainz und 1 Liste Erich Jud.[82]

Der Gemeinderat der Gemeinde nach der Erweiterung hat 25 Mitglieder.
- Nach den Gemeinderatswahlen in der Steiermark 2015 hatte der Gemeinderat folgende Verteilung: 14 ÖVP, 4 SPÖ, 4 Alternative für Stainz – Liste Hopfgartner, 2 FPÖ und 1 GRÜNE.[83]
- Nach den Gemeinderatswahlen in der Steiermark 2020 hat der Gemeinderat folgende Verteilung: 13 ÖVP, 5 Alternative für Stainz – Liste Hopfgartner, 3 FPÖ, 2 SPÖ und 2 GRÜNE.[84]

### Bürgermeister
- 2003–2023 Walter Eichmann (ÖVP)[85]
- seit 2023 Karl Bohnstingl (ÖVP)[86]

### Wappen

Wappen der Vorgängergemeinden
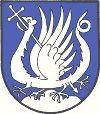
Georgsberg
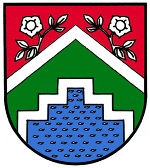
Marhof
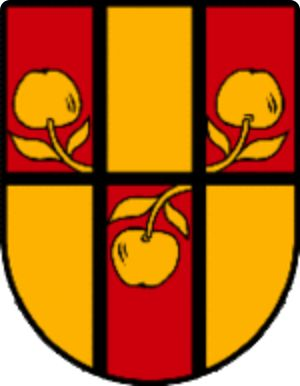
Rassach
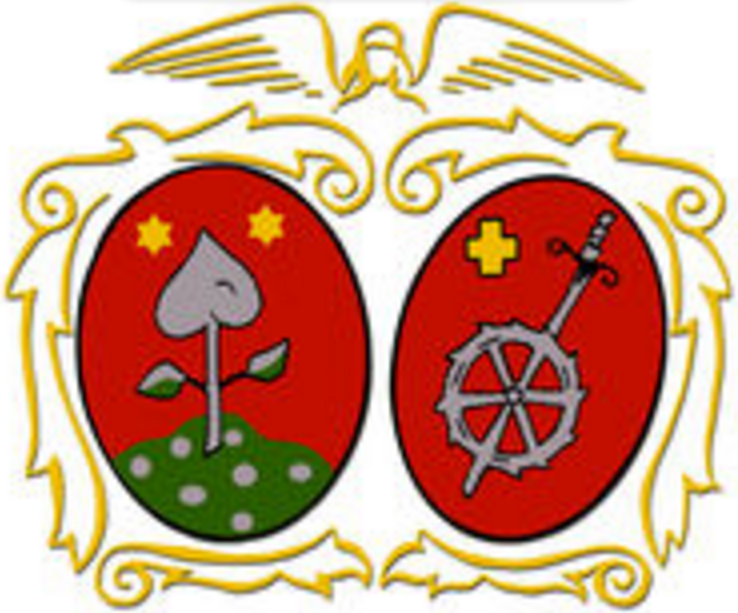
Stainz
Stainztal
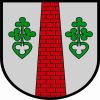
Stallhof

Das Stainzer Wappen war bis 2014 ein Doppelwappen, über dem ein Engelkopf mit ausgebreiteten Schwingen positioniert ist. Der linke Teil zeigt ein Seeblatt, das von den Wildoniern übernommen wurde. Rechts sind Rad und Richterschwert zu sehen, symbolische Zeichen für das Marktrichteramt. Außerdem sind Rad und Schwert auch die Attribute der Hl. Katharina, der Schutzpatronin der Stainzer Pfarrkirche.
Mit der Gemeindefusion 2015 verloren die Wappen aller Altgemeinden, auch das Stainzer Doppelwappen ihre Gültigkeit. Die Neuverleihung des Gemeindewappens für die Fusionsgemeinde erfolgte mit Wirkung vom 5. Dezember 2016.

Die neue Blasonierung (Wappenbeschreibung) lautet:
„Zwischen silbernen, mit je drei grünen Seeblättern übereinander belegten Schildflanken in Rot unter zwei goldenen sechszackigen Sternen und über einem goldenen Kreuz ein silbernes Katharinenrad, hinterlegt mit einem schräglinks gestellten silbernen Richtschwert.“
Die sechs Seeblätter stehen symbolisch für jeden Ortsteil. Ordensstern, Rad und Richterschwert wurden aus dem alten Stainzer Doppelsiegel übernommen.

### Partnergemeinden
- Schenna, Südtirol, seit 1984
- Villány, Ungarn, seit 1995

## Persönlichkeiten

### Ehrenbürger der Gemeinde
- Franz Czerweny von Arland, Besitzer der Zündholzfabriken in Deutschlandsberg und Stallhof[89]
- Johann Sailler († 1946), Kaufmann, Altbürgermeister von Stainz[90]
- Anton Selak († 1947), Friseurmeister[91]
- Ludwig Pichler († 1949), Pfarrer von Stainz[92]
- 1973: Hanns Koren (1906–1985), Landtagspräsident[93]
- 1975: Franz Wegart (1918–2009), Landeshauptmann-Stellvertreter[94]
- Lorenz Möstl (* 6. Jänner 1937 in Röthelstein; † 18. Februar 2022 Bruck an der Mur), Ehrenringträger der Marktgemeinde Stainz, Ehrenkanonikus des Grazer Domkapitels. Ehrenbürger auch der Gemeinden Rassach und Georgsberg. Kaplan in Stainz ab 1. September 1964, Pfarrer in Stainz ab 1. September 1974 (mit Bad Gams ab 2001) bis 31. August 2006.[95]
- 2024: Walter Eichmann, Altbürgermeister von Stainz[96]

### Söhne und Töchter der Gemeinde
- Andreas Eder von Kainbach (1576–1652), Hofkammervizepräsident, Hofpfennigmeister und Begründer des Adelsgeschlechts von Kainbach
- Paul Eder von Kainbach († 1638), Offizier
- Thomas Eder von Kainbach († 1661), Hofzahlmeister, Hofpfennigmeister
- Augusta Šantel (1852–1935), Porträtmalerin
- Josef Ninaus (1878–1947), Politiker der SPÖ, Nationalrat
- Florian Graf (1890–1951), Politiker
- Joseph Seidnitzer (1920–1993), katholischer Priester und Missionar
- Johann Aichhofer (* 1924), Politiker der ÖVP, Landtagsabgeordneter und Bürgermeister von Georgsberg
- Herbert Kriegl (* 1938), geb. in Kothvogl und aufgewachsen in Stallhof, Musiker, Kulturhistoriker und Autor der Südweststeiermark, Leiter des Kulturgeschichtearchivs in Deutschlandsberg[97]
- Bernhard Hammer (* 1961), Bühnenbildner

### Mit der Gemeinde verbundene Persönlichkeiten
- Matthias Joseph Anker (1771–1843), Chirurg und Mineraloge, Namensgeber des Minerals Ankerit
- Erzherzog Johann (1782–1859), Bürgermeister von Stainz 1850–1858
- Reinhard P. Gruber (* 1947), Schriftsteller
- Manfred Kainz (* 1960), Politiker der ÖVP, Landtagsabgeordneter und Unternehmer
- Matthias Macher (1793–1876), von 1850 bis 1865 Distriktsarzt in Stainz
- Kamilo Mašek (1831–1859), Komponist
- Karl Potpeschnigg (* 1845), Jurist aus Graz, 1893 Bürgermeister von Stainz, Enkel von Karl von Holtei
- Johann Reinbacher vulgo Höllerhansl (1866–1935), Volksheiler
- Hans Tauber (1848–1913), Erforscher der norisch-pannonischen Grabhügel in der Weststeiermark

## Historische Landkarten

Das Gebiet von Stainz und seine Umgebung in den drei Landesaufnahmen in der Zeit von circa 1789 bis 1910
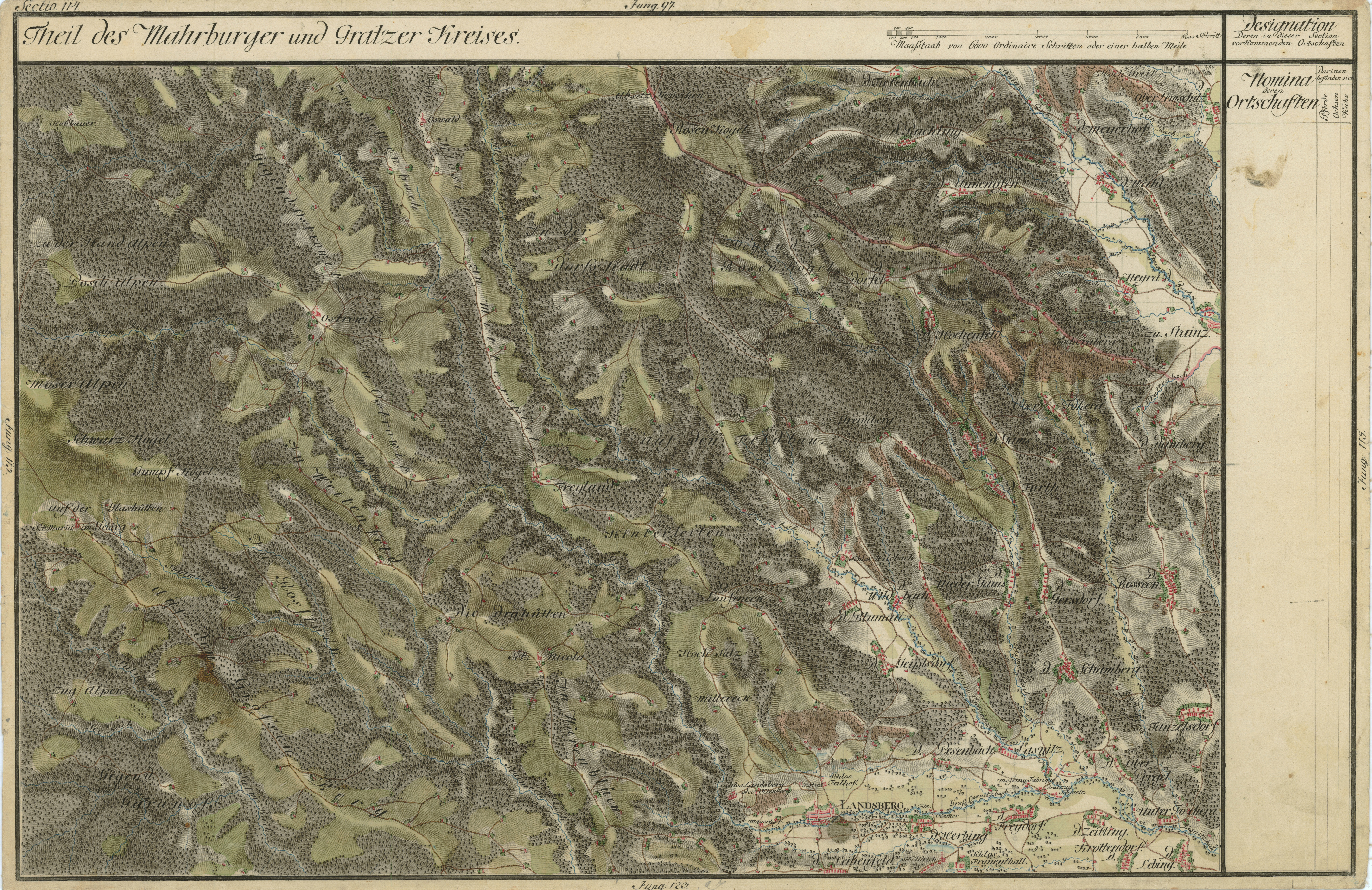
Die Abhänge der Koralm westlich von Stainz, Josephinische Landesaufnahme, um 1780
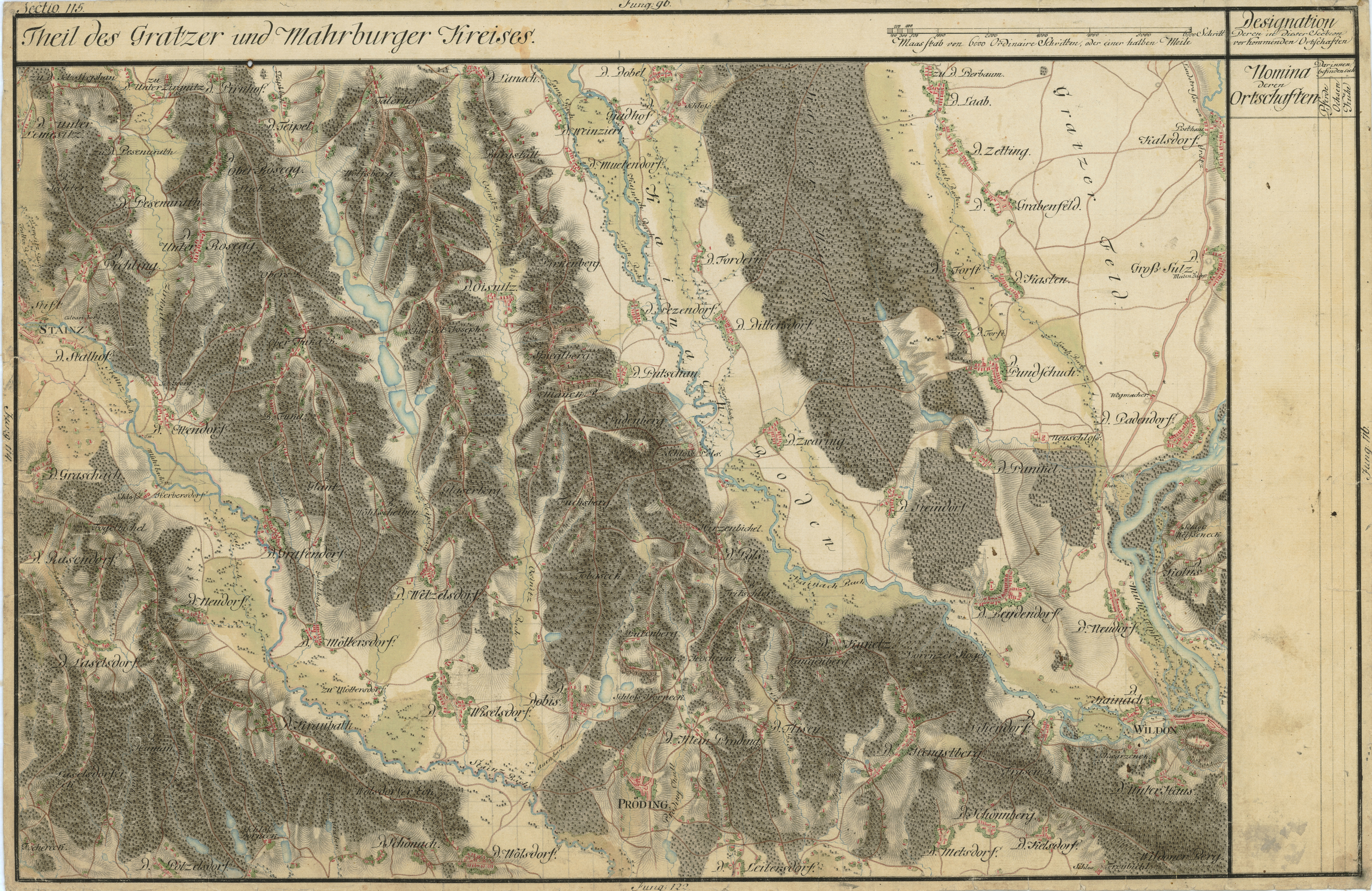
Das Stainztal im Osten
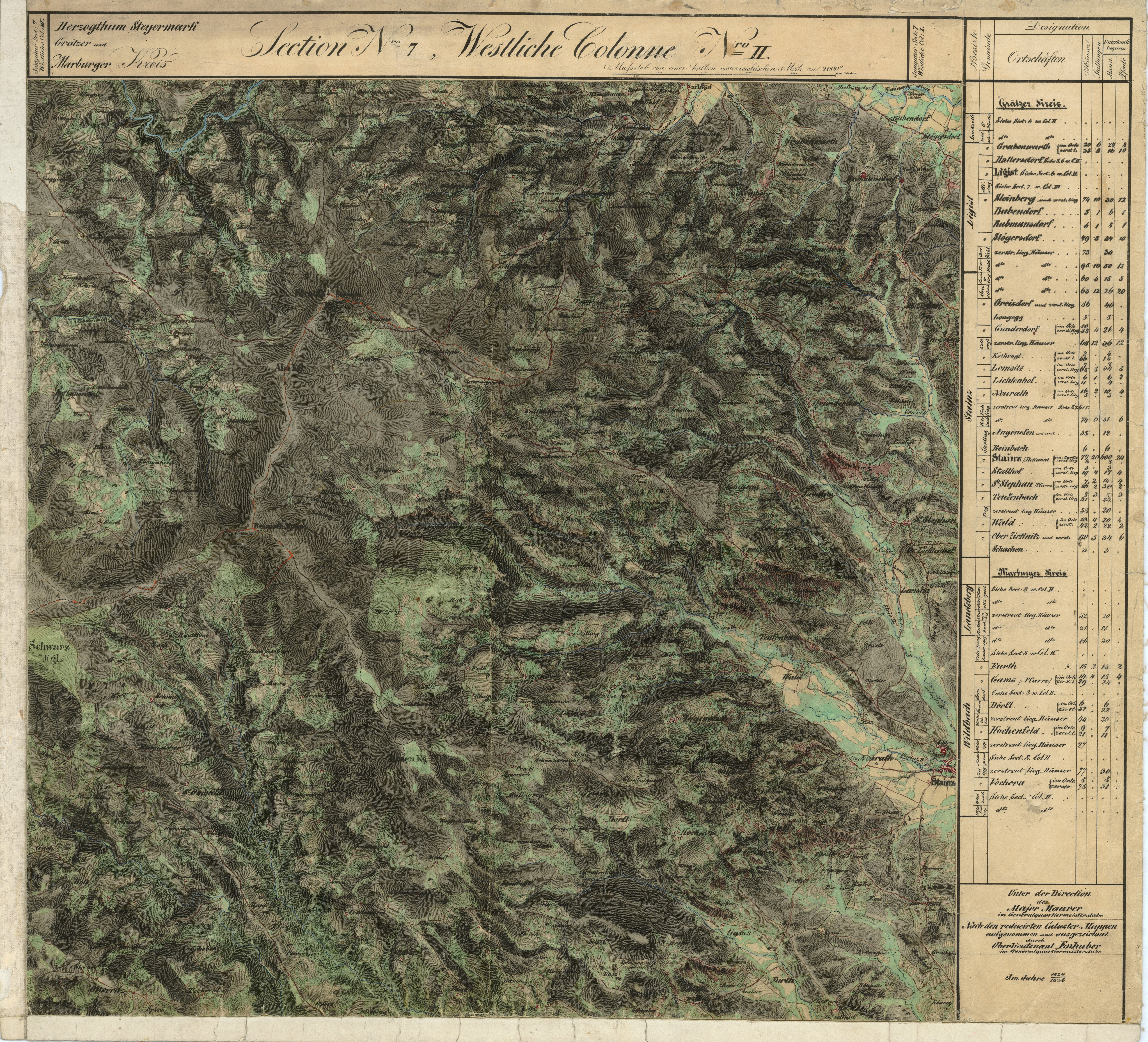
Unterkunft für 408 Mann und 24 Pferde laut Franziszeischer Landesaufnahme, um 1835
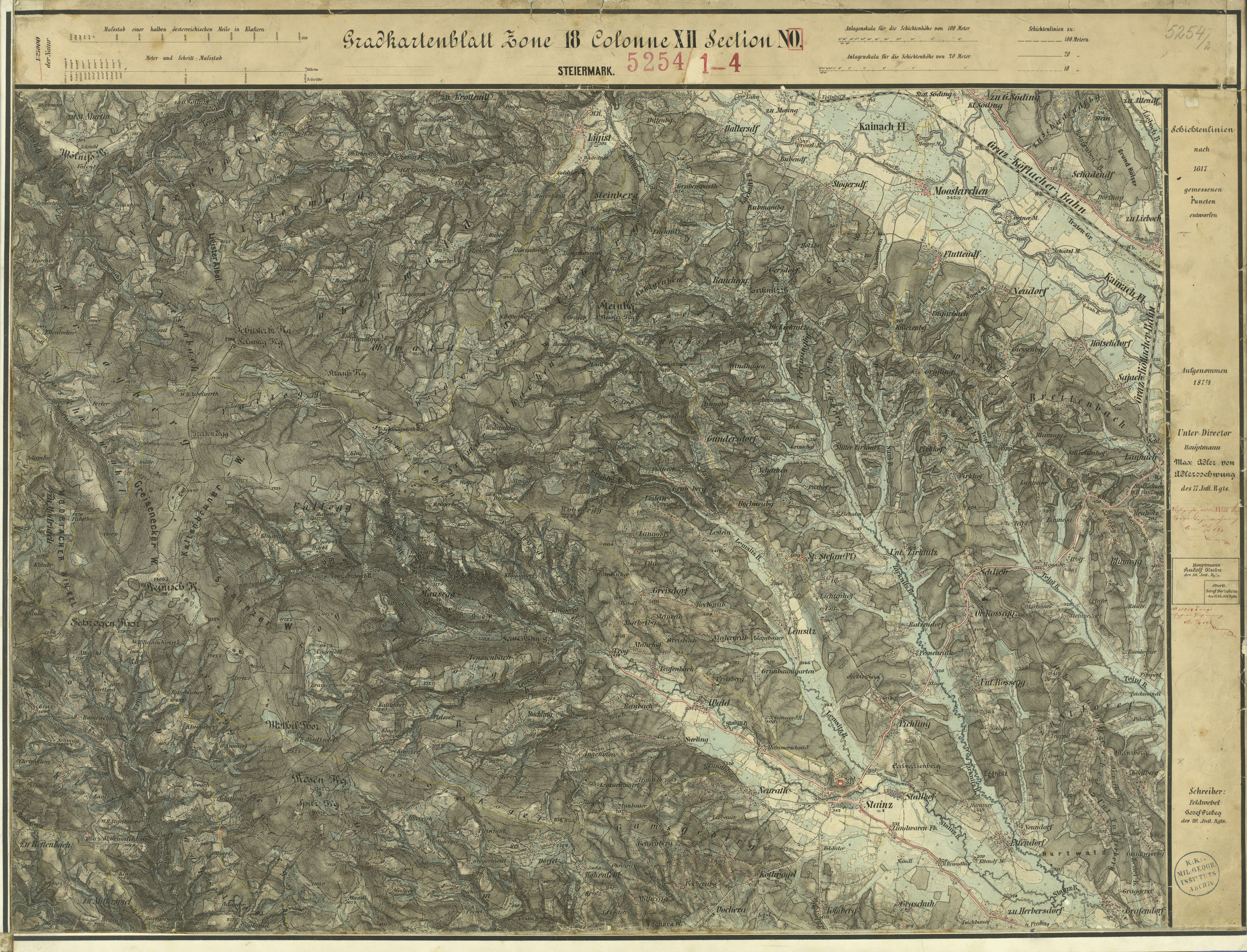
Stainz im Stainztal, Aufnahmeblatt der Landesaufnahme 1877/78
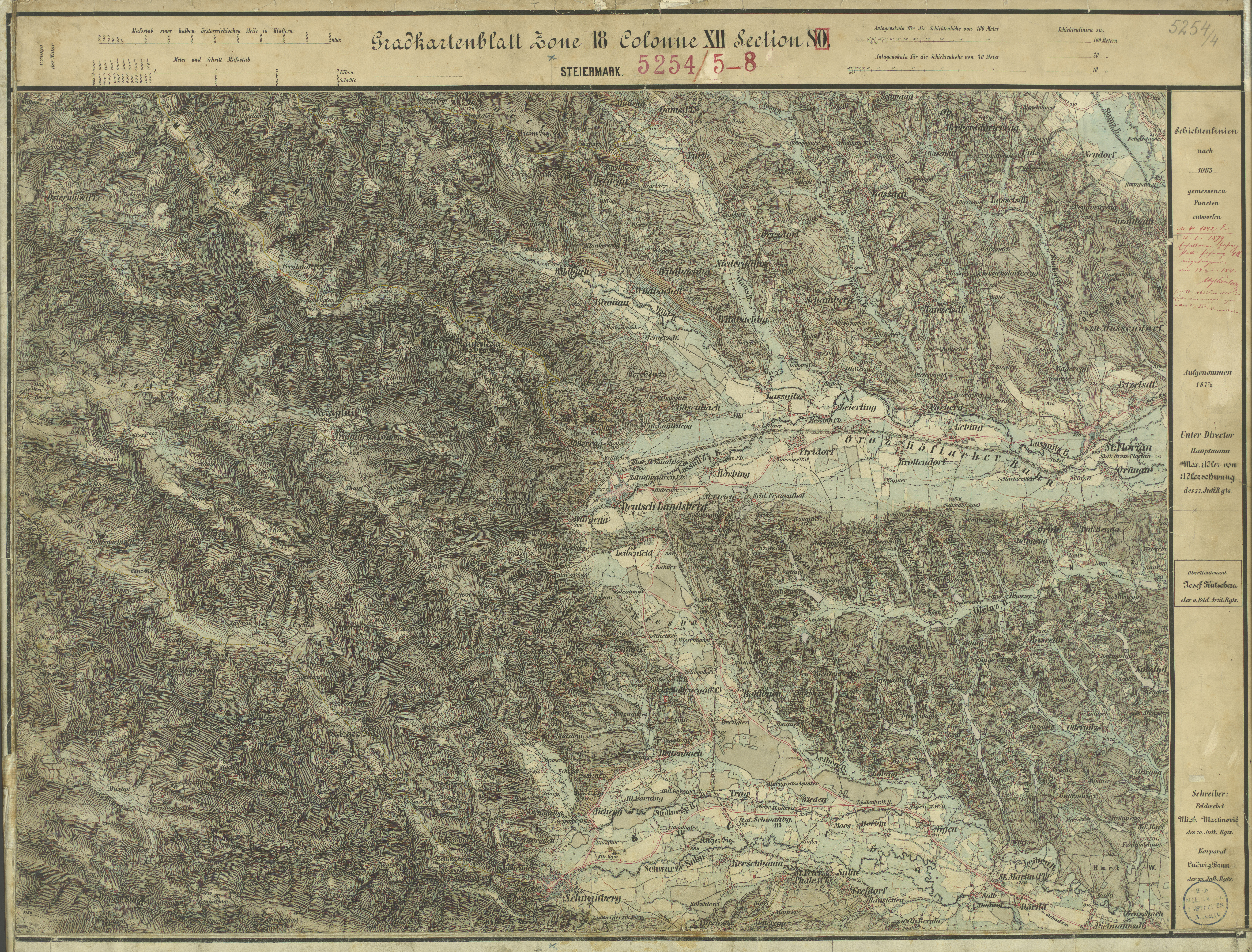
Im Süden liegt Bad Gams und das Laßnitztal
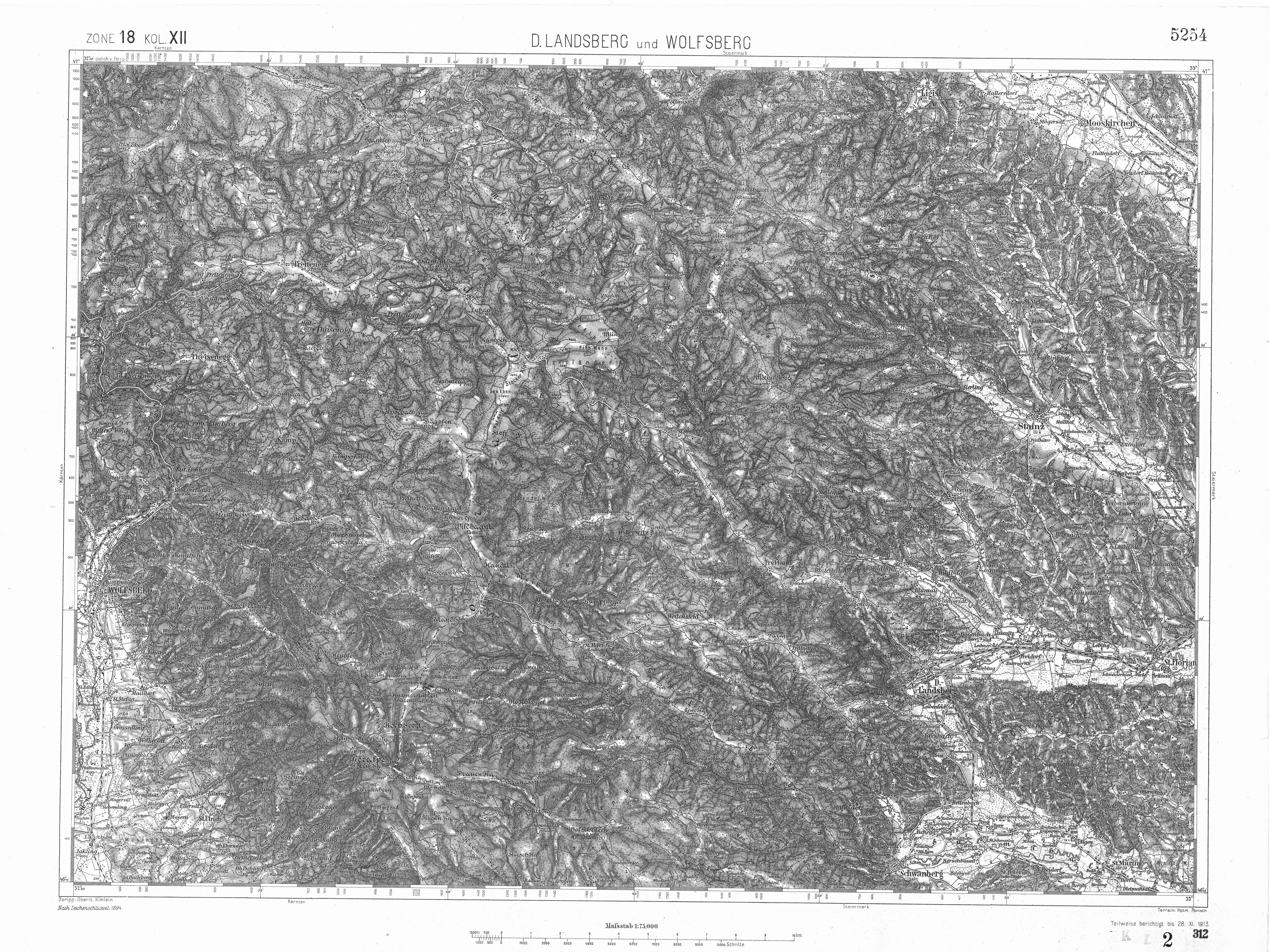
In der franzisco-josephinischen Landesaufnahme, um 1910